# Materia

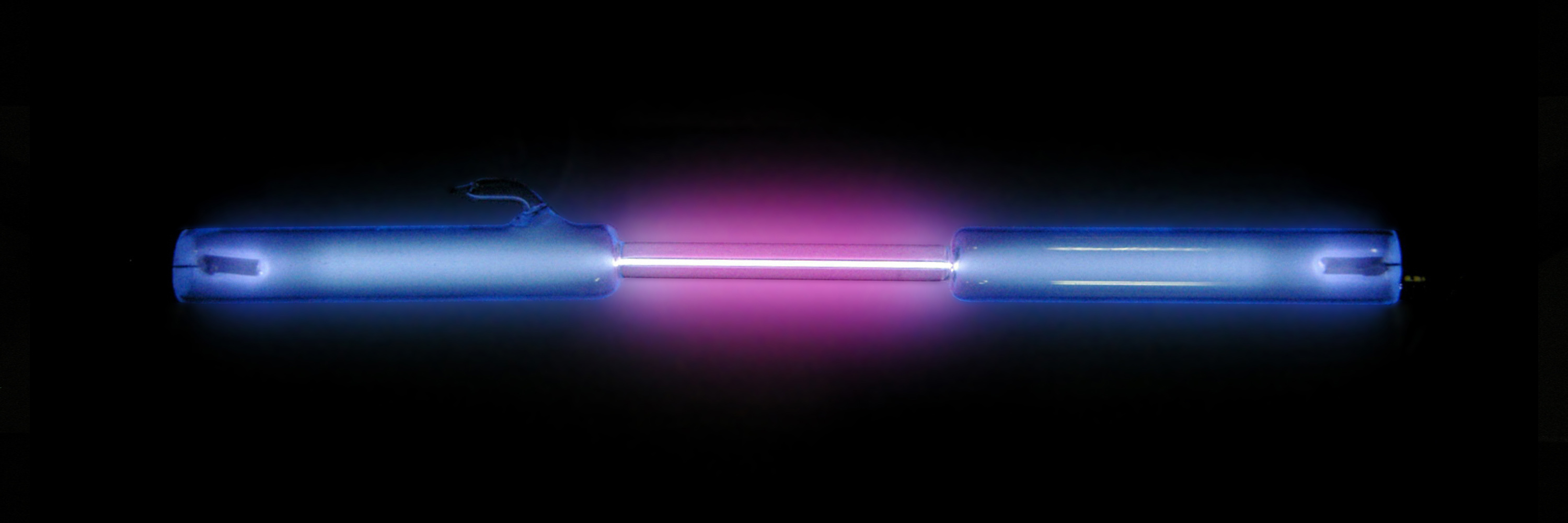
El hidrógeno en estado plasmático es la materia ordinaria más abundante del universo

En la física clásica y la química general, la materia  se define como todo aquello que posee una masa, ocupa un volumen y es capaz de interactuar gravitatoriamente. Todos los objetos cotidianos que se pueden tocar están compuestos, en última instancia, de átomos, que a su vez están formados por partículas subatómicas que interactúan entre sí. Tanto en el uso cotidiano como en el científico, «materia» incluye generalmente los átomos y todo lo que esté formado por ellos, así como cualquier partícula (o combinación de partículas) que actúe como si tuviera masa en reposo y volumen. 
Sin embargo, en el uso moderno se considera materia (en oposición al espacio-tiempo) a cualquier campo cuántico, formado por partículas másicas o no-másicas como los fotones: 21  que pueden interactuar con otras formas de materia, y con los detectores e instrumentos físicos usados para su medición. Para algunos físicos cualquier tipo de entidad física capaz de interaccionar gravitatoriamente es materia; en esa acepción la materia incluiría a los fotones e incluso a la materia oscura.

## Introducción
La materia está formada por átomos que existen en varios estados (también conocidos como fases). Entre ellos se encuentran las fases clásicas de la vida cotidiana, como el sólido, el líquido y el gas —por ejemplo, el agua existe en forma de hielo, agua líquida y vapor gaseoso—, pero también son posibles otros estados, como el plasma, los condensados de Bose‑Einstein, los condensados fermiónicos y el plasma de cuarks‑gluones. Normalmente, los átomos pueden imaginarse como un núcleo de protones y neutrones y una «nube» circundante de electrones en órbita que ocupan espacio. Sin embargo, esto solo es algo correcto porque las partículas subatómicas y sus propiedades se rigen por su naturaleza cuántica, lo que significa que no actúan como parecen actuar los objetos cotidianos; pueden actuar como ondas y como partículas. No tienen tamaños ni posiciones bien definidos. En el Modelo estándar de la física de partículas, la materia no es un concepto fundamental porque los constituyentes elementales de los átomos son entidades cuánticas que no tienen un «tamaño» o «volumen» inherente en ningún sentido ordinario de la palabra. Debido al principio de exclusión de Pauli y a otras interacciones fundamentales, algunas «partículas puntuales» conocidas como fermiones (cuarks, leptones), y muchos compuestos y átomos, se ven efectivamente obligados a mantener una distancia con otras partículas en condiciones cotidianas; esto crea la propiedad de la materia que nos aparece como materia que ocupa espacio. Durante gran parte de la historia de las ciencias naturales se ha contemplado la naturaleza exacta de la materia. La idea de que la materia estaba formada por bloques de construcción discretos, la llamada «teoría de las partículas de la materia», apareció de forma independiente en la antigua Grecia y en la antigua India en el i milenio a. C. Entre los primeros filósofos que propusieron la «teoría de las partículas de la materia» se encuentran Kanada (hacia el siglo VI a. C. o posterior), Leucipo (~490 a. C.) y Demócrito (~470‑380 a. C.).

### Diferencia entre materia y masa
La materia no debe confundirse con la masa, ya que ambas no son lo mismo en la física moderna. La materia es un término general que describe cualquier «entidad física» que se distribuye por el espacio-tiempo y tiene asociada una cierta cantidad de energía. Por el contrario, la masa no es una sustancia, sino una propiedad de la materia o un sistema; dentro de la física se definen varios tipos de masa, que incluyen, entre otros, la masa en reposo, la masa inercial, la masa relativista y la masa‑energía. 
Hasta el siglo XX se pensó que la masa era una medida válida para la cantidad de materia, pero la teoría cuántica de campos, al aclarar el origen del masa, puso en duda esta idea. Así, un protón es 1836 veces más pesado que un electrón, pero en realidad no es que un protón tenga 1836 veces más de algo que el electrón, sino que la intensidad del acoplamiento con el campo de Higgs del electrón y los quarks que forman los protones y neutrones explican una parte de la diferencia de masa, y la cromodinámica cuántica al explicar la estructura interna de protones y neutrones aclara por qué estos son más pesados. Pero en ningún caso se trata de una mayor cantidad de algo.
Mientras que hay diferentes opiniones sobre lo que debe considerarse la materia, la masa de un cuerpo admite una definición sencilla en términos mecánicos. Otra diferencia es que la materia tiene un «opuesto» llamado antimateria, pero la masa no tiene opuesto, es decir, no existe la «antimasa» o masa negativa, por lo que se sabe, aunque los científicos discuten el concepto. La antimateria tiene la misma propiedad de masa (es decir, positiva) que su homóloga la materia normal.
Los distintos campos de la ciencia utilizan el término materia de formas diferentes, y a veces incompatibles. Algunas de estas formas se basan en significados históricos poco precisos, de cuando no había razón para distinguir la masa de la simple cantidad de materia. No existe un único significado científico de «materia» acordado universalmente. Científicamente, el término «masa» está bien definido, pero «materia» puede definirse de varias maneras. A veces, en física, la «materia» se equipara simplemente a las partículas que presentan masa en reposo (es decir, que no pueden viajar a la velocidad de la luz), como los cuarks y los leptones. Sin embargo, en la física y la química, la materia presenta propiedades ondulatorias y de partículas, la llamada dualidad onda‑corpúsculo (también llamada «dualidad onda‑partícula»).

## Definición

### Basada en los átomos

Distribución estimada de materia y energía oscura en el Universo, en la actualidad y en los momentos iniciales del universo

Una definición de «materia» basada en su estructura física y química es: la materia está formada por átomos. Esta materia atómica también se denomina a veces materia ordinaria. Por ejemplo, las moléculas de ácido desoxirribonucleico (ADN) son materia según esta definición porque están formadas por átomos. Esta definición puede ampliarse para incluir los átomos y las moléculas cargadas, para incluir los plasmas (gases de iones) y los electrolitos (soluciones iónicas), que no se incluyen en la definición de átomos. También se puede adoptar la definición de protones, neutrones y electrones. Hasta el primer tercio del siglo XX se creyó que la mayor parte del universo estaba formado por materia ordinaria y fotones. Sin embargo, el descubrimiento de la materia oscura reveló que la mayor parte de la materia de las galaxias era algo que no parecía ser materia ordinaria, formada por átomos. El descubrimiento de la expansión acelerada del universo, hacia 1998, mostró que en realidad también existía otra forma exótica de materia llamada energía oscura (el nombre es confuso, pero se presupone que podría ser un campo de materia). Así las cosas, hacia 2013 las mediciones detalladas del satélite Planck Surveyor mostraron que la materia ordinaria parecía ser solo alrededor del 5% de toda la materia del universo. Mientras que la composición exacta de la materia oscura y la energía oscura se desconoce, su efecto sobre la rotación de las galaxias y la expansión del universo permite estimar que la materia oscura supone cerca de un 27% de todo el universo y la energía oscura cerca de un 68% del mismo.

### Basada en protones, neutrones y electrones
La definición de «materia» es más fina que la de los átomos y las moléculas: la materia está compuesta por lo que forman los átomos y las moléculas, es decir, todo lo que esté formado por protones con carga positiva, neutrones neutros y electrones con carga negativa. Sin embargo, esta definición va más allá de los átomos y las moléculas, ya que incluye sustancias hechas a partir de estos bloques de construcción que no son simplemente átomos o moléculas, por ejemplo los haces de electrones de un viejo televisor de tubo de rayos catódicos o la materia de las enanas blancas, normalmente núcleos de carbono y oxígeno en un mar de electrones degenerados. A nivel microscópico, las «partículas» constitutivas de la materia, como los protones, los neutrones y los electrones, obedecen a las leyes de la mecánica cuántica y presentan la dualidad onda‑corpúsculo. A un nivel aún más profundo, los protones y los neutrones están formados por cuarks y los campos de fuerza (gluones) que los unen, lo que lleva a la siguiente definición.

### Basada en cuarks y leptones

Bajo la «definición basada en quarks y leptones», las partículas elementales y compuestas formados de cuarks (en púrpura) y leptones (en verde) serían la «materia»; mientras los bosones «izquierda» (en rojo) no serían materia. Sin embargo, la energía de interacción inherente a partículas compuestas (por ejemplo, gluones, que implica a los neutrones y los protones) contribuye a la masa de la materia ordinaria.

Como se ha visto anteriormente, muchas de las primeras definiciones de lo que puede llamarse «materia ordinaria» se basaban en su estructura o «bloques de construcción». Una definición que sigue esta tradición puede enunciarse a escala de las partículas elementales: «la materia ordinaria es todo lo que está compuesto por cuarks y leptones», o «la materia ordinaria es todo lo que está compuesto por cualquier fermión elemental excepto los anticuarks y los antileptones». La conexión entre estas formulaciones es la siguiente.
Los leptones (el más famoso es el electrón) y los cuarks (de los que están hechos los bariones, como los protones y los neutrones) se combinan para formar átomos, formando moléculas. Como se dice que los átomos y las moléculas son materia, es natural formular la definición: «la materia ordinaria es cualquier cosa hecha de lo mismo que están hechos los átomos y las moléculas». (Sin embargo, nótese que también se puede hacer a partir de estos bloques de construcción materia que no sea átomos ni moléculas). Entonces, como los electrones son leptones, y los protones y neutrones están hechos de cuarks, esta definición, a su vez, lleva a la definición de la materia como «cuarks y leptones», que son dos de los cuatro tipos de fermiones elementales (los otros dos son los anticuarks y los antileptones, que pueden considerarse antimateria como se describe más adelante). Carithers y Grannis afirman: «La materia ordinaria está compuesta en su totalidad por partículas de primera generación, es decir, los cuarks [arriba] y [abajo], más el electrón y su neutrino». (Las partículas de generaciones superiores decaen rápidamente en partículas de primera generación, por lo que no se encuentran habitualmente).
Esta definición de la materia ordinaria es más sutil de lo que parece a primera vista. Todas las partículas que componen la materia ordinaria (leptones y cuarks) son fermiones elementales, mientras que todas las partículas portadoras de fuerza son bosones elementales. Los bosones W y Z que median la fuerza débil no están hechos de cuarks ni de leptones y, por tanto, no son materia ordinaria, aunque tengan masa. En otras palabras, la masa no es exclusiva de la materia ordinaria.
Sin embargo, la definición de materia ordinaria de los cuarks y los leptones identifica los bloques elementales de la materia e incluye los compuestos hechos a partir de sus componentes (átomos y moléculas, por ejemplo). Estos compuestos contienen una energía de interacción que mantiene unidos a los constituyentes y puede constituir la mayor parte de la masa del compuesto. Por ejemplo, en gran medida, la masa de un átomo es simplemente la suma de las masas de los protones, neutrones y electrones que lo componen. Sin embargo, si se profundiza, los protones y neutrones están formados por cuarks unidos por campos de gluones (véase la dinámica de la cromodinámica cuántica); estos campos de gluones contribuyen significativamente a la masa de los hadrones. En otras palabras, la mayor parte de lo que compone la «masa» de la materia ordinaria se debe a la energía de unión de los cuarks dentro de los protones y neutrones. Por ejemplo, la suma de la masa de los tres cuarks en un nucleón es de aproximadamente 12,5 MeV/c2, lo que es poco comparado con la masa de un nucleón (aproximadamente 938 MeV/c2). La conclusión es que la mayor parte de la masa de los objetos cotidianos procede de la energía de interacción de sus componentes elementales.
El Modelo estándar agrupa las partículas de la materia en tres generaciones, en las que cada generación está formada por dos cuarks y dos leptones. La primera generación está formada por los cuarks arriba y abajo, el electrón y el neutrino electrónico; la segunda incluye los cuarks encantado y extraño, el muon y el neutrino muónico; la tercera generación está formada por los cuarks cima y fondo y el tau y el neutrino tauónico. La explicación más natural para esto sería que los cuarks y leptones de generaciones superiores son estados excitados de las primeras generaciones. Si esto resulta ser así, implicará que los cuarks y los leptones son partículas compuestas y no partículas elementales.
Esta definición de materia de los cuarks y los leptones también conduce a lo que puede describirse como leyes de «conservación de la materia (neta)», que se expondrá más adelante. Como alternativa, se podría volver al concepto de masa‑volumen‑espacio de la materia, lo que llevaría a la siguiente definición, en la que la antimateria se incluye como una subclase de la materia.

### Basada en fermiones elementales (masa, volumen y espacio)
Una definición estándar o tradicional de materia ordinaria es «cualquier cosa que tenga masa y volumen (ocupe espacio)». Por ejemplo, se diría que un coche está hecho de materia, ya que tiene masa y volumen (ocupa espacio). La observación de que la materia ocupa el espacio se remonta a la antigüedad. Sin embargo, la explicación de por qué la materia ocupa el espacio es reciente. Se argumenta que es el resultado del fenómeno descrito en el principio de exclusión de Pauli, que se aplica a los fermiones. Dos ejemplos en los que el principio de exclusión relaciona la materia con la ocupación del espacio son las estrellas enanas blancas y las estrellas de neutrones, que se analizan más adelante.
Así, la materia másica o fermiónica puede definirse como todo lo que está compuesto por fermiones elementales. Aunque no nos encontremos con ellas en la vida cotidiana, los anticuarks (como el antiprotón) y los antileptones (como el positrón) son las antipartículas del cuark y del leptón, son también fermiones elementales y tienen esencialmente las mismas propiedades que los quarks y los leptones, incluida la aplicabilidad del principio de exclusión de Pauli, que puede decirse que impide que dos partículas estén en el mismo lugar al mismo tiempo (en el mismo estado), es decir, hace que cada partícula «ocupe espacio». Esta definición particular lleva a que la materia se defina para incluir cualquier cosa hecha de estas partículas de antimateria, así como el cuark y el leptón ordinarios, y por lo tanto también cualquier cosa hecha de mesones, que son partículas inestables formadas por un cuark y un anticuark.
Por otra parte la materia bosónica formada fundamentalmente por fotones y otros bosones de guage no satisface le principio de exclusión de Pauli y, por tanto, no tiende a ocupar un volumen. De toda esta materia, la mayor parte carece de masa inercial, por estar formada por bosones sin masa como los fotones, aunque los bosones débiles sí tienen masa, aunque al no ser fermiones no ocuparían volumen en el mismo sentido que la materia ordinaria.

### En la relatividad general y la cosmología
En el contexto de la relatividad, la masa no es una cantidad aditiva, en el sentido de que no se pueden sumar las masas en reposo de las partículas de un sistema para obtener la masa en reposo total del sistema.: 21  Así, una visión más general de la relatividad es que no es la suma de las masas en reposo, sino el tensor energía‑momento el que cuantifica la cantidad de materia. Este tensor da la masa en reposo de todo el sistema. Por tanto, a veces se considera «materia» cualquier cosa que contribuya a la energía‑momento de un sistema, es decir, cualquier cosa que no sea puramente gravedad. Este punto de vista es común en los campos que se ocupan de la relatividad general, como la cosmología. Según este punto de vista, la luz y otras partículas y campos sin masa forman parte de la «materia».

## Estructura
En física de partículas, los fermiones son partículas que obedecen a la estadística de Fermi‑Dirac. Los fermiones pueden ser elementales, como el electrón, o compuestos, como el protón y el neutrón. El Modelo estándar tiene dos tipos de fermiones elementales: los cuarks y los leptones, que se analizan a continuación.

### Cuarks

Estructura de cuarks de un protón: 2 cuarks arriba (up) y 1 cuark abajo (down).

Los cuarks son partículas masivas de espín 1⁄2, lo que implica que son fermiones. Tienen una carga eléctrica de −1⁄3 e (cuarks de tipo down) o de +2⁄3 e (cuarks de tipo up). En comparación, un electrón tiene una carga de −1 e. También llevan una carga de color, el equivalente a la carga eléctrica de la interacción fuerte. Los cuarks también sufren desintegración radiactiva, lo que significa que están sujetos a la interacción débil.
| nombre                      | símbolo | espín | carga eléctrica elemental (e) | masa (MeV/c2)     | masa comparable a                     | antipartícula             | símbolo de la antipartícula |
| --------------------------- | ------- | ----- | ----------------------------- | ----------------- | ------------------------------------- | ------------------------- | --------------------------- |
| cuarks de tipo arriba (up)  |         |       |                               |                   |                                       |                           |                             |
| arriba (up)                 | u       | 1⁄2   | +2⁄3                          | 1,5 a 3,3         | ~ 5 electrones                        | antiarriba (antiup)       | u                           |
| encantado (charm)           | c       | 1⁄2   | +2⁄3                          | 1160 a 1340       | ~1 protón                             | antiencantado (anticharm) | c                           |
| cima (top)                  | t       | 1⁄2   | +2⁄3                          | 169 100 a 173 300 | ~180 protones o ~1 átomo de volframio | anticima (antitop)        | t                           |
| cuarks de tipo abajo (down) |         |       |                               |                   |                                       |                           |                             |
| abajo (down)                | d       | 1⁄2   | −1⁄3                          | 3,5 a 6,0         | ~10 electrones                        | antiabajo (antidown)      | d                           |
| extraño (strange)           | s       | 1⁄2   | −1⁄3                          | 70 a 130          | ~ 200 electrones                      | antiextraño (antistrange) | s                           |
| fondo (bottom)              | b       | 1⁄2   | −1⁄3                          | 4130 a 4370       | ~ 5 protones                          | antifondo (antibottom)    | b                           |

#### Bariónica
Los bariones son fermiones que interactúan fuertemente y están sujetos a la estadística de Fermi‑Dirac. Entre los bariones están los protones y los neutrones, que se encuentran en los núcleos atómicos. Sin embargo, también existen muchos otros bariones inestables. El término barión suele referirse a los tricuarks, partículas formadas por tres cuarks. Además, los bariones «exóticos» formados por cuatro cuarks y un anticuark se conocen como pentacuarks, pero su existencia no está generalmente aceptada.
La materia bariónica es la parte del universo formada por bariones (incluidos todos los átomos). Esta parte del universo no incluye la energía oscura, la materia oscura, los agujeros negros ni diversas formas de materia degenerada, como las que componen las estrellas enanas blancas y las estrellas de neutrones. La luz de microondas observada por la Wilkinson Microwave Anisotropy Probe sugiere que solo un 4,6 % de la parte del universo que está al alcance de los mejores telescopios (es decir, la materia que puede ser visible porque la luz podría llegar hasta nosotros desde ella) está formada por materia bariónica. Alrededor del 26,8 % es materia oscura, y alrededor del 68,3 % es energía oscura.
La gran mayoría de la materia ordinaria del universo no se ve, ya que las estrellas visibles y el gas dentro de las galaxias y los cúmulos representan menos del 10 % de la contribución de la materia ordinaria a la densidad de masa‑energía del universo.

Comparación entre la enana blanca IK Pegasi B (centro), su compañera de clase A IK Pegasi A (izquierda) y el Sol (derecha). Esta enana blanca tiene una temperatura superficial de 35 500 K.

#### Hadrónica
La materia hadrónica puede referirse a la materia bariónica «ordinaria» formada por hadrones (bariones y mesones) o a la materia QCD (una generalización de los núcleos atómicos), es decir, la materia CDC de «baja» temperatura. Incluye la materia degenerada y el resultado de las colisiones de núcleos pesados de alta energía.

#### Degenerada
En física, la materia degenerada se refiere al estado básico de un gas de fermiones a una temperatura cercana al cero absoluto. El principio de exclusión de Pauli exige que solo dos fermiones puedan ocupar un estado cuántico, uno con espín arriba y otro con espín abajo. Por lo tanto, a temperatura cero, los fermiones llenan suficientes niveles para acomodar todos los fermiones disponibles y, en el caso de muchos fermiones, la energía cinética máxima (llamada energía de Fermi) y la presión del gas llegan a ser muy grandes y dependen del número de fermiones más que de la temperatura, a diferencia de los estados normales de la materia.
Se cree que la materia degenerada se produce durante la evolución de las estrellas pesadas. La demostración de Subrahmanyan Chandrasekhar de que las estrellas enanas blancas tienen una masa máxima permitida debido al principio de exclusión provocó una revolución en la teoría de la evolución estelar.
La materia degenerada incluye la parte del universo formada por las estrellas de neutrones y las enanas blancas.

#### Extraña
La materia extraña es una forma particular de materia de cuarks, que suele considerarse como un líquido de cuarks arriba, abajo y extraño. Se contrapone a la materia nuclear, un líquido de neutrones y protones (formado por cuarks arriba y abajo), y a la materia de cuarks no extraños, que es un líquido de cuarks que solo contiene cuarks arriba y abajo. A una densidad suficientemente alta, se espera que la materia extraña sea superconductora del color. La hipótesis es que la materia extraña se encuentra en el núcleo de las estrellas de neutrones o, de forma más especulativa, en forma de gotas aisladas cuyo tamaño puede variar desde los femtómetros (strangelets) hasta los kilómetros (estrella de cuarks).

##### Dos significados
En la física de partículas y la astrofísica, el término se utiliza de dos maneras, una más amplia y otra más específica.
1. El significado más amplio es simplemente materia de cuarks que contiene tres sabores de cuarks: arriba, abajo y extraño. En esta definición existe una presión crítica y una densidad crítica asociada. Cuando la materia nuclear (formada por protones y neutrones) se comprime más allá de esta densidad, los protones y neutrones se disocian en cuarks, dando lugar a la materia de cuarks (probablemente materia extraña).

1. El significado más restringido es el de materia de cuarks, que es más estable que la materia nuclear. La idea de que esto pueda ocurrir es la «hipótesis de la materia extraña» de Bodmer[44] y Witten.[45] En esta definición, la presión crítica es cero: el verdadero estado básico de la materia es siempre materia de cuarks. Los núcleos que vemos en la materia que nos rodea, que son gotitas de materia nuclear, son metaestables y, dado el tiempo suficiente (o el estímulo externo adecuado), decaerían en gotitas de materia extraña, es decir, strangelets.

### Leptones
Los leptones son partículas de espín 1⁄2, lo que significa que son fermiones. Tienen una carga eléctrica de −1 e (leptones cargados) o 0 e (neutrinos). A diferencia de los cuarks, los leptones no tienen carga de color, lo que significa que no experimentan la interacción fuerte. Los leptones también sufren desintegración radiactiva, lo que significa que están sujetos a la interacción débil. Los leptones son partículas masivas; por lo que están sujetos a la gravedad.
| nombre               | símbolo | espín | carga eléctrica (e) | masa (MeV/c2) | masa comparable con la de | antipartícula            | símbolo de la antipartícula |
| -------------------- | ------- | ----- | ------------------- | ------------- | ------------------------- | ------------------------ | --------------------------- |
| leptones cargados    |         |       |                     |               |                           |                          |                             |
| electrón             | e−      | 1⁄2   | −1                  | 0,5110        | 1 electrón                | antielectrón             | e+                          |
| muon                 | μ−      | 1⁄2   | −1                  | 105,7         | ~ 200 electrones          | antimuón                 | μ+                          |
| tau                  | τ−      | 1⁄2   | −1                  | 1777          | ~ 2 protones              | antitauón                | τ+                          |
| neutrinos            |         |       |                     |               |                           |                          |                             |
| neutrino electrónico | ν e     | 1⁄2   | 0                   | < 0,000 460   | < 1⁄1000 electrón         | antineutrino electrónico | ν e                         |
| neutrino muónico     | ν μ     | 1⁄2   | 0                   | < 0,19        | < 1⁄2 electrón            | antineutrino muónico     | ν μ                         |
| neutrino tauónico    | ν τ     | 1⁄2   | 0                   | < 18,2        | < 40 electrones           | antineutrino tauónico    | ν τ                         |

### Bosones
Además de leptones y cuarks, el tipo de partícula más abundante en el universo serían los fotones, que según estimaciones recientes serían en total unos {\displaystyle 4\cdot 10^{84}}. De hecho, se calcula que existen cerca de mil millones ({\displaystyle r=10^{9}}) fotones por cada barión que hay en el universo. Más exactamente la cantidad de fotones en relación con el número de variones viene dada por:

{\displaystyle n={\frac {1}{r}}\equiv {\frac {N_{b}}{N_{\gamma }}}\simeq 2.75\times 10^{-8}\;\Omega {_{b}}h^{2}}

donde el último término fue estimado a partir de las últmas medidas del satélite científico Planck Surveyor (2018) como {\displaystyle \Omega {_{b}}h^{2}=0.0224\pm 0.0001}.
Son sustancias puras que están constituidas por 2 o más elementos combinados en proporciones fijas. Los compuestos se pueden descomponer mediante procedimientos químicos en los elementos que los constituyen. Ejemplo:  Agua, de fórmula H2O, está constituida por los elementos hidrógeno (H) y oxígeno (O) y se puede descomponer en estos mediante la acción de una corriente eléctrica (electrólisis). Los compuestos se representan mediante fórmulas químicas en las que se especifican los elementos que forman el compuesto y el número de átomos de cada uno de ellos que compone la molécula. Ejemplo: En el agua hay 2 átomos del elemento hidrógeno y 1 átomo del elemento oxígeno formando la molécula
TIPOS:
Mezclas heterogéneas: Son mezclas en las que se pueden distinguir a los componentes a simple vista. Ejemplo: Agua con aceite, granito, arena en agua, etc.Mezclas heterogéneas: Son mezclas en las que se pueden distinguir a los componentes a simple vista. Ejemplo: Agua con aceite, granito, arena en agua, etc.
- Mezclas homogéneas: También llamadas Disoluciones. Son mezclas en las que no se pueden distinguir sus componentes a simple vista. Ejemplo: Disolución de sal en agua, el aire, una aleación de oro y cobre, etc.

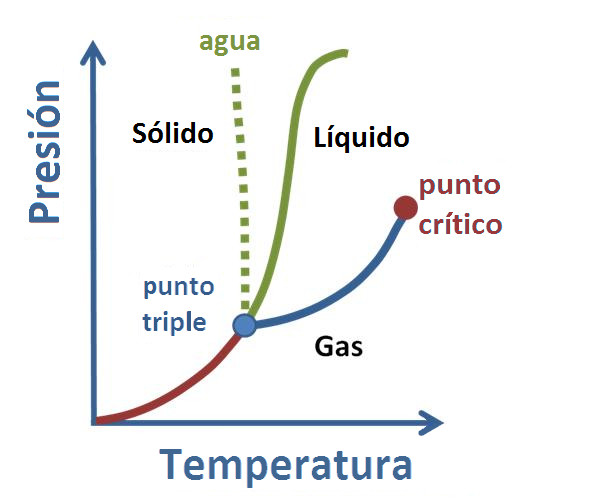
Diagrama de fase de una sustancia típica a un volumen fijo. El eje vertical es la presión y el horizontal la temperatura. La línea verde marca el punto de congelación (por encima de la línea verde es sólido, por debajo es líquido), y la línea azul el punto de ebullición (por encima es líquido y por debajo es gas). Así, por ejemplo, a mayor t, es necesario una mayor p para mantener la sustancia en fase líquida. Las tres fases, líquido, gas y sólido, pueden coexistir en el punto triple. Por encima del punto crítico, no hay diferencia detectable entre las fases. La línea de puntos muestra el comportamiento anómalo del agua: el hielo se funde a una temperatura constante con el aumento de la presión.

A granel, la materia puede existir en varias formas o estados de agregación, conocidos como fases, dependiendo de la presión ambiental, la temperatura y el volumen. Una fase es una forma de materia con composición química y propiedades físicas uniformes (como densidad, calor específico, índice de refracción, etc.). Estas fases incluyen las tres conocidas (sólidos, líquidos y gases) y estados más exóticos de la materia (como los plasmas, los superfluidos, los supersólidos, los condensados de Bose‑Einstein, …). Un fluido puede ser un líquido, un gas o un plasma. También existen fases paramagnéticas y ferromagnéticas de los materiales magnéticos. Al cambiar las condiciones, la materia puede pasar de una fase a otra. Estos fenómenos se denominan transiciones de fase y se estudian en termodinámica. En los nanomateriales, el enorme aumento de la relación entre la superficie y el volumen da lugar a una materia que puede presentar propiedades totalmente diferentes a las del material a granel y que no están bien descritas por ninguna fase a granel.
Las fases se denominan a veces estados de la materia, pero este término puede llevar a confusión con los estados termodinámicos. Por ejemplo, dos gases mantenidos a diferentes presiones están en estados termodinámicos diferentes (presiones diferentes), pero en la misma fase (ambos son gases).

## Antimateria
La antimateria es una materia compuesta por las antipartículas de las que constituyen la materia ordinaria. Si una partícula y su antipartícula entran en contacto, ambas se aniquilan; es decir, pueden convertirse en otras partículas con igual energía según la ecuación E = mc2 de Albert Einstein. Estas nuevas partículas pueden ser fotones de alta energía (rayos gamma) u otros pares partícula‑antipartícula. Las partículas resultantes están dotadas de una cantidad de energía cinética igual a la diferencia entre la masa en reposo de los productos de la aniquilación y la masa en reposo del par partícula‑antipartícula original, que suele ser bastante grande. Dependiendo de la definición de «materia» que se adopte, puede decirse que la antimateria es una subclase particular de la materia o lo contrario de la materia.
La antimateria no se encuentra de forma natural en la Tierra, salvo muy brevemente y en pequeñas cantidades (como resultado de la desintegración radiactiva, los rayos o los rayos cósmicos). Esto se debe a que la antimateria que llegara a existir en la Tierra fuera de los confines de un laboratorio de física adecuado se encontraría casi instantáneamente con la materia ordinaria de la que está hecha la Tierra y se aniquilaría. Las antipartículas y algunas antimaterias estables (como el antihidrógeno) pueden fabricarse en cantidades mínimas, pero no en cantidad suficiente para hacer algo más que probar algunas de sus propiedades teóricas.
En la ciencia y la ciencia ficción se especula mucho sobre por qué el universo observable es casi enteramente materia (en el sentido de cuarks y leptones, pero no de anticuarks o antileptones) y si, en cambio, otros lugares son casi enteramente antimateria (anticuarks y antileptones). Se cree que en el universo primitivo la materia y la antimateria estaban igualmente representadas. La desaparición de la antimateria requiere una asimetría en las leyes físicas llamada violación de la simetría CP (carga‑paridad), que puede obtenerse del Modelo estándar. Sin embargo, en este momento, la aparente asimetría de la materia y la antimateria en el universo visible es uno de los problemas importantes sin resolver en la física. Los posibles procesos por los que se produjo se estudian con más detalle en el apartado de la bariogénesis.
Las partículas de antimateria pueden definirse por su número bariónico o leptónico negativo. En cambio, las partículas de materia «normal» (no antimateria) tienen un número de bariones o leptones positivo. Estas dos clases de partículas son la pareja de antipartículas de la otra.
En octubre de 2017 los científicos informaron de una nueva prueba de que la materia y la antimateria, igualmente producidas en el Big Bang, son idénticas, deberían aniquilarse mutuamente y, como resultado, el universo no debería existir. Esto implica que algo desconocido para los científicos debe haber detenido la completa destrucción mutua de la materia y la antimateria en el universo en formación temprana o que dio lugar a un desequilibrio entre las dos formas.

## Conservación

### NO conservación de la masa
En química y los fenómenos de la física clásica la masa es una magnitud conservada. Sin embargo, cuando se consideran fenómenos de la física nuclear, como la fusión, la fisión o la desintegración de partíulas, la masa no se conserva estrictamente. Por eso, ni en física relativista, ni en física cuántica existe una ley de conservación de la masa.

### Conservación bariónica y leptónica
Aun así se pueden definir dos magnitudes asociadas a la "cantidad de materia", en el sentido cuark‑leptón (y antimateria en el sentido anticuark‑antileptón), que experimentalmente sí parecen conservarse esta son: el número bariónico y el número leptónico, se conservan en el modelo estándar de la física de partículas. Un barión, como un protón o un neutrón, tiene un número bariónico de uno, y un cuark, como hay tres en un barión, tiene un número bariónico de 1/3. Así, la cantidad neta de materia, medida por el número de cuarks (menos el número de anticuarks, cada uno con un número bariónico de −1/3), es proporcional al número bariónico. El número de leptones (menos los antileptones), llamado número leptónico, es prácticamente imposible de modificar en ningún proceso. Incluso en una bomba nuclear, ninguno de los bariones (protones y neutrones de los que se componen los núcleos atómicos) se destruye. Hay tantos bariones después como antes de la reacción, por lo que ninguna de estas partículas de materia se destruye. Ninguna se convierte en partículas no materiales (como los fotones de luz o la radiación). En su lugar, se libera la energía de enlace nuclear (y tal vez cromodinámico), ya que estos bariones se unen en núcleos de tamaño medio que tienen menos energía (y, equivalentemente, menos masa) por nucleón en comparación con los núcleos originales pequeños (hidrógeno) y grandes (plutonio, etc.). Incluso en la aniquilación electrón‑positrón, no hay materia neta que se destruya porque al principio había cero materia neta (cero números totales leptónicos y números bariónicos) antes de la aniquilación —un leptón menos un antileptón es igual a cero número neto de leptones— y esta cantidad neta de materia no cambia, ya que simplemente sigue siendo cero después de la aniquilación.
En contrapartida el número de bosones, no se conserva, estos al ser sus propias antipartículas pueden generarse o aniquilarse por interacción entre ellos, sin que exista un número bosónico constante. Por tanto, la única manera consistente de definir una cantidad de materia fija sería en términos de números bariónicos y leptónicos. Los bariones y leptones pueden crearse, pero los antibariones o antileptones acompañan su creación; pueden destruirse aniquilándolos con antibariones o antileptones. Como los antibariones/antileptones tienen números bariónicos/leptónicos negativos, los números bariónicos/leptónicos totales no se modifican, por lo que la materia se conserva. Sin embargo, tanto los bariones/leptones como los antibariones/antileptones tienen masa positiva, por lo que la cantidad total de masa no se conserva. Además, fuera de las reacciones nucleares naturales o artificiales, casi no hay antimateria disponible en general en el universo (véase la asimetría de bariones y la leptogénesis), por lo que la aniquilación de partículas es rara en circunstancias normales.

## Materia y energía oscuras

Estructura a gran escala de la materia oscura. Esto muestra la distribución de la materia oscura en el Universo. El brillo de los cúmulos corresponde a la densidad de masa.

La materia ordinaria, en la definición de cuarks y leptones, constituye aproximadamente el 4 % de la energía del universo observable. El resto de la energía se teoriza que se debe a formas exóticas, de las cuales el 23 % es materia oscura, y el 73 % es energía oscura.

### Materia oscura
En astrofísica y cosmología, la materia oscura es una materia de composición desconocida que no emite ni refleja suficiente radiación electromagnética para ser observada directamente, pero cuya presencia puede inferirse a partir de los efectos gravitatorios sobre la materia visible. Las pruebas de observación del universo primitivo y la teoría del Big Bang exigen que esta materia tenga energía y masa, pero no que esté compuesta por bariones ordinarios (protones y neutrones). La opinión comúnmente aceptada es que la mayor parte de la materia oscura es no bariónica. Como tal, está compuesta por partículas aún no observadas en el laboratorio. Tal vez se trate de partículas supersimétricas, no de partículas del Modelo estándar, sino de reliquias formadas a muy altas energías en la fase inicial del universo y que aún perduran.

### Energía oscura
En cosmología, se denomina energía oscura a la fuente de la influencia repelente que acelera el ritmo de expansión del universo. Su naturaleza exacta es un misterio, aunque sus efectos pueden modelarse razonablemente asignando al vacío propiedades similares a las de la materia, como la densidad de energía y la presión.

«(trad.) Un 70 % de la densidad de materia del universo parece estar en forma de energía oscura. El 26 % es materia oscura. Sólo el 4 % es materia ordinaria. Así pues, menos de una parte de cada 20 está formada por la materia que hemos observado experimentalmente o que se describe en el Modelo estándar de la física de partículas. Del otro 96 %, aparte de las propiedades mencionadas, no sabemos absolutamente nada».
Lee Smolin (2007), The Trouble with Physics, pág. 16

## Concepto filosófico de la materia
Desde el comienzo de la filosofía, y en casi todas las culturas, se encuentra este concepto vagamente formulado como lo que permanece por debajo de las apariencias cambiantes de las cosas de la naturaleza. Según esa idea, todo lo observable está dado en sus diversas y cambiantes apariencias en un soporte o entidad en la que radica el movimiento y cambio de las cosas: la materia.

### Principio único o diversos de la materia
Una cuestión filosófica importante fue si toda la materia o sustrato material tenía un principio único o tenía diversas fuentes. Que dicho sustrato sea uno solo o varios principios materiales (aire, fuego, tierra y agua), fue cuestión planteada por los filósofos milesios; los eleatas, en cambio, cuestionaron la realidad del movimiento y, junto con los pitagóricos, fundamentaron el ser en un principio formal del pensamiento, dejando a la materia meramente como algo indeterminado e inconsistente, un no‑ser.

### La teoría atomista de la materia
Mayor trascendencia histórica ha tenido la teoría atomista de la antigüedad, puesta de nuevo en vigor por el mecanicismo racionalista en el siglo XVII y XVIII, que supuso el soporte teórico básico para el nacimiento de la ciencia física moderna.

### Hilemorfismo
Platón y sobre todo Aristóteles elaboraron el concepto de forma, correlativo y en contraposición a la materia, dándole a esta el carácter metafísico y problemático que ha tenido a lo largo de la historia del pensamiento, al mismo tiempo que ha servido como concepto que se aplica en otros contextos.
Fue Aristóteles quien elaboró el concepto de materia de forma más completa, si bien el aspecto metafísico quedó relegado a la escolástica.
Para Aristóteles, siguiendo la tradición de los milesios y de Platón, la característica fundamental de la materia es la receptividad de la forma. La materia puede ser todo aquello capaz de recibir una forma. Por eso ante todo la materia es potencia de ser algo, siendo el algo lo determinado por la forma.
En función de este concepto hay tantas clases de materias como clases de formas capaces de determinar a un ser. Puesto que el movimiento consiste en un cambio de forma de la sustancia, el movimiento se explica en función de la materia como potencia y el acto como forma de determinación de la sustancia.
La materia, en tanto que sustancia y sujeto, es la posibilidad misma del movimiento. Hay tantas clases de materia cuantas posibles determinaciones de la sustancia en sus predicados.
Cuando las determinaciones son accidentales la materia viene dada por la situación de la sustancia en potencia respecto a recepción de una nueva forma. Así el estar sentado en acto es materia en potencia para estar de pie; el movimiento consiste en pasar de estar de pie en potencia, a estar de pie en acto.
El problema es la explicación del cambio sustancial que se produce en la generación y corrupción de la sustancia. Aparece aquí el concepto metafísico de materia prima, pura potencia de ser que no es nada, puesto que no tiene ninguna forma de determinación.
La tradicional fórmula escolástica por la que se suele definir la materia prima da idea de que realmente es difícil concebir una realidad que se corresponda con dicho concepto: No es un qué (sustancia), ni una cualidad, ni una cantidad ni ninguna otra cosa por las cuales se determina el ser. Una definición meramente negativa que incumple las leyes mismas de la definición.

### Materialismo
El materialismo es la idea que postula que la materia es lo primario y que la conciencia existe como consecuencia de un estado altamente organizado de esta, lo que produce un cambio cualitativo.
En cuanto a la relación del pensamiento humano y el mundo que nos rodea y la cognoscibilidad de ese mundo, el materialismo afirma que el mundo es material y que existe objetivamente, independientemente de la conciencia. Según esta concepción, la conciencia y el pensamiento se desarrollan a partir de un nivel superior de organización de la materia, en un proceso de reflejo de la realidad objetiva.
El materialismo también sostiene que la materia no ha sido creada de la nada, sino que existe en la eternidad y que el mundo y sus regularidades son cognoscibles por el humano, ya que es posible demostrar la exactitud de ese modo de concebir un proceso natural, reproduciéndolo nosotros mismos, creándolo como resultado de sus mismas condiciones y además poniéndolo al servicio de nuestros propios fines, dando al traste con la “cosa en sí, inasequible”.

### Estados de agregación
En el Tratado elemental de química (1789) de Antoine‑Laurent de Lavoisier se mencionan los tres estados de agregación de la materia conocidos hasta antes del descubrimiento del plasma en el siglo XIX: el sólido, el líquido y el estado "elástico y aeriforme" La palabra "gas" fue inventada por Jan Baptista van Helmont en 1648 para nombrar a lo que previamente se conocía como "aire". Todavía en 1774 puede observarse este uso, por ejemplo, en la obra Experimentos y observaciones sobre diferentes clases de aire de Joseph Priestley pero en el tratado de Lavoisier el término "gas" se utiliza extensivamente.  El plasma fue descubierto en 1879 por William Crookes, quien lo denominó "materia radiante". El término "plasma" sería usado por primera vez en 1929 por Irving Langmuir.  Entre 1924 y 1925 se predijo el quinto estado de la materia por Satyendra Nath Bose y Albert Einstein, por lo cual sería llamado condensado de Bose‑Einstein. El gas cuántico de Fermi fue creado por primera vez en 1999 en el JILA de la Universidad de Colorado, al igual que el condensado molecular fermiónico, en 2003.

### Ley de la conservación de la materia
Como hecho científico la idea de que la masa se conserva se remonta al químico Lavoisier, el científico francés considerado padre de la Química moderna que midió cuidadosamente la masa de las sustancias antes y después de intervenir en una reacción química, y llegó a la conclusión de que la materia, medida por la masa, no se crea ni destruye, sino que solo se transforma en el curso de las reacciones. Sus conclusiones se resumen en el siguiente enunciado: En una reacción química, la materia no se crea ni se destruye, solo se transforma.  El mismo principio fue descubierto antes por Mijaíl Lomonosov, de manera que es a veces citado como ley de Lomonosov‑Lavoisier, más o menos en los siguientes términos: La masa de un sistema de sustancias es constante, con independencia de los procesos internos que puedan afectarle, es decir, "La suma de los productos, es igual a la suma de los reactivos, manteniéndose constante la masa". Sin embargo, tanto las técnicas modernas como el mejoramiento de la precisión de las medidas han permitido establecer que la ley de Lomonosov‑Lavoisier, se cumple solo aproximadamente.
La equivalencia entre masa y energía, descubierta por Einstein, obliga a rechazar la afirmación de que la masa convencional se conserva, porque masa y energía son mutuamente convertibles. De esta manera se puede afirmar que la masa relativista equivalente (el total de masa material y energía) se conserva, pero la masa en reposo puede cambiar, como ocurre en aquellos procesos relativistas en que una parte de la materia se convierte en fotones. La conversión en reacciones nucleares de una parte de la materia en energía radiante, con disminución de la masa en reposo, se observa por ejemplo en procesos de fisión como la explosión de una bomba atómica, o en procesos de fusión como la emisión constante de energía que realizan las estrellas.

## Distribución de materia en el universo

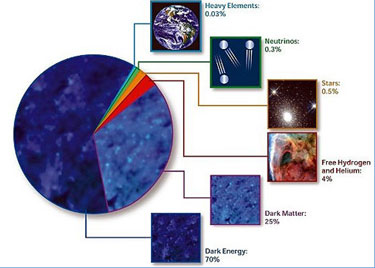
Según estimaciones recientes, resumidas en este gráfico de la NASA, alrededor del 70 % del contenido energético del Universo consiste en energía oscura, cuya presencia se infiere en su efecto sobre la expansión del Universo pero sobre cuya naturaleza última no se sabe casi nada.

Según los modelos físicos actuales, solo aproximadamente el 5 % de nuestro universo está formado por materia másica ordinaria. Se supone que una parte importante de esta masa sería materia bariónica formada por bariones y electrones, que solo supondrían alrededor de 1/1850 de la masa de la materia bariónica. El resto de nuestro universo se compondría de materia oscura (23%) y energía oscura (72%).
A pesar de que la materia bariónica representa un porcentaje tan pequeño, la mitad de ella todavía no se ha encontrado. Todas las estrellas, galaxias y gas observable forman menos de la mitad de los bariones que debería haber. La hipótesis principal sobre el resto de materia bariónica no encontrada es que, como consecuencia del proceso de formación de estructuras posterior al big bang, está distribuida en filamentos gaseosos de baja densidad que forman una red por todo el universo y en cuyos nodos se encuentran los diversos cúmulos de galaxias. Recientemente (mayo de 2008) el telescopio XMM‑Newton de la agencia espacial europea ha encontrado pruebas de la existencia de dicha red de filamentos.

## Propiedades intrínsecas de la materia

### Masa
En física, masa (del latín massa) es una magnitud que expresa la cantidad de materia de un cuerpo, medida por la inercia de este, que determina la aceleración producida por una fuerza que actúa sobre él. Es una propiedad intrínseca de los cuerpos que determina la medida de la masa inercial y de la masa gravitacional. La unidad utilizada para medir la masa en el Sistema Internacional de Unidades es el kilogramo (kg).

#### Materia no‑másica
Una gran parte de la energía del universo corresponde a formas de materia formada por partículas o campos que no presentan masa, como la luz y la radiación electromagnética, las dos formada por fotones. Junto con estas partículas no másicas, se postula la existencia de otras partículas como el gravitón, el fotino y el gravitino, que serían todas ellas partículas sin masa aunque contribuyen a la energía total del universo.

#### Materia másica
La materia másica está  organizada en varios niveles y subniveles. La materia másica puede ser estudiada desde los puntos de vista macroscópico y microscópico. Según el nivel de descripción adoptado debemos adoptar descripciones clásicas o descripciones cuánticas.
Una parte de la materia másica, concretamente la que compone los astros subenfriados y las estrellas, está constituida por moléculas, átomos, e iones. Cuando las condiciones de temperatura lo permite la materia se encuentra condensada.

### Carga eléctrica
La carga eléctrica es una propiedad física intrínseca de algunas partículas subatómicas que se manifiesta mediante fuerzas de atracción y repulsión entre ellas a través de campos electromagnéticos. La materia cargada eléctricamente es influida por los campos electromagnéticos, siendo, a su vez, generadora de ellos. La denominada interacción electromagnética entre carga y campo eléctrico es una de las cuatro interacciones fundamentales de la física. Desde el punto de vista del modelo estándar la carga eléctrica es una medida de la capacidad que posee una partícula para intercambiar fotones.
Una de las principales características de la carga eléctrica es que, en cualquier proceso físico, la carga total de un sistema aislado siempre se conserva. Es decir, la suma algebraica de las cargas positivas y negativas no varía en el tiempo.
La carga eléctrica es de naturaleza discreta, fenómeno demostrado experimentalmente por Robert Millikan. Por razones históricas, a los electrones se les asignó carga negativa: −1, también expresada −e. Los protones tienen carga positiva: +1 o +e. A los quarks se les asigna carga fraccionaria: ±1/3 o ±2/3, aunque no se los ha podido observar libres en la naturaleza.
Las investigaciones actuales de la física apuntan a que la carga eléctrica es una propiedad cuantizada. La unidad más elemental de carga se encontró que es la carga que tiene el electrón, es decir alrededor de 1,602 176 487(40) × 10−19 culombios (C) y es conocida como carga elemental. El valor de la carga eléctrica de un cuerpo, representada como q o Q, se mide según el número de electrones que posea en exceso o en defecto.

### Impenetrabilidad
En física, la impenetrabilidad (de impenetrable) es la resistencia que opone una porción de materia a que otra ocupe su mismo lugar en el espacio. Ningún cuerpo puede ocupar al mismo tiempo el lugar de otro. Así mismo, la impenetrabilidad es la resistencia que opone un cuerpo a ser traspasado. Se encuentra en la categoría de propiedad general. 
Debe notarse que la impenetrabilidad se refiere a la capacidad de la materia ordinaria para no ser penetrada por fragmentos de materia ordinaria. Esto es importante ya que por ejemplo la materia ordinaria puede ser fácilmente traspasada por partículas de materia no‑ordinaria como los neutrinos, que pueden atravesar grandes capas de materia sin interaccionar con ella.
Volviendo al caso de la materia ordinaria, la impenetrabilidad depende del principio de exclusión de Pauli por el cual los electrones, como partículas fermiónicas que son, se ven obligados a ocupar diferentes capas, con lo cual hacen que un átomo estable sea una estructura con amplia extensión en el espacio. Cuando dos fragmentos de materia ordinaria se aproximan entre sí, los respectivos átomos se acercan, pero debido a la restricción impuesta por el principio de Pauli, sus nubes electrónicas no pueden interpenetrarse de lo que resulta una repulsión efectiva. Esta es, en último término, la causa de la impenetrabilidad de la materia ordinaria.

### Dualidad onda‑partícula
De acuerdo con la física clásica existen diferencias claras entre onda y partícula. Una partícula tiene una posición definida en el espacio y tiene masa mientras que una onda se extiende en el espacio caracterizándose por tener una velocidad definida y masa nula.
La dualidad onda‑corpúsculo, también llamada dualidad onda‑partícula es un fenómeno cuántico, bien comprobado empíricamente, por el cual muchas partículas pueden exhibir comportamientos típicos de ondas en unos experimentos mientras aparecen como partículas compactas y localizadas en otros experimentos. Dado ese comportamiento dual, es típico de los objetos mecanocúanticos, donde algunas partículas pueden presentar interacciones muy localizadas y como ondas exhiben el fenómeno de la interferencia.
Actualmente se considera que la dualidad onda‑partícula es un “concepto de la mecánica cuántica según el cual no hay diferencias fundamentales entre partículas y ondas: las partículas pueden comportarse como ondas y viceversa”. (Stephen Hawking, 2001)
Este es un hecho comprobado experimentalmente en múltiples ocasiones. Fue introducido por Louis‑Victor de Broglie, físico francés de principios del siglo XX. En 1924 en su tesis doctoral, inspirada en experimentos sobre la difracción de electrones, propuso la existencia de ondas de materia, es decir que toda materia tenía una onda asociada a ella. Esta idea revolucionaria, fundada en la analogía con que la radiación tenía una partícula asociada, propiedad ya demostrada entonces, no despertó gran interés, pese a lo acertado de sus planteamientos, ya que no tenía evidencias de producirse. Sin embargo Einstein reconoció su importancia a raíz de sus resultados de los experimentos del efecto fotoeléctrico.  En 1905, el mismo año que formuló su teoría de la relatividad especial, Albert Einstein propuso una descripción matemática de este fenómeno que parecía funcionar correctamente y en la que la emisión de electrones era producida por la absorción de cuantos de luz que más tarde serían llamados fotones. En un artículo titulado "Un punto de vista heurístico sobre la producción y transformación de la luz" mostró cómo la idea de partículas discretas de luz podía explicar el efecto fotoeléctrico y la presencia de una frecuencia característica para cada material por debajo de la cual no se producía ningún efecto. Por esta explicación del efecto fotoeléctrico Einstein recibiría el Premio Nobel de Física en 1921. En 1929 De Broglie recibió el Nobel en Física por su trabajo.

### Antimateria
A la mayor parte de las partículas de la naturaleza le corresponde una antipartícula que posee la misma masa, el mismo espín, pero contraria carga eléctrica. Algunas partículas son idénticas a su antipartícula, como por ejemplo el fotón, que no tiene carga. Pero no todas las partículas de carga neutra son idénticas a su antipartícula. Siempre hemos tenido la impresión de que las leyes de la naturaleza parecían haber sido diseñadas para que todo fuese simétrico entre partículas y antipartículas hasta que los experimentos de la llamada violación CP (violación carga‑paridad) encontraron que la simetría temporal se violaba en ciertos sucesos de la naturaleza. El exceso observado de bariones con respecto a los anti‑bariones, en el universo, es uno de los principales problemas sin respuesta de la cosmología.
Los pares partícula‑antipartícula pueden aniquilarse entre ellos si se encuentran en el estado cuántico apropiado. Estos estados pueden producirse en varios procesos. Estos procesos se usan en los aceleradores de partículas para crear nuevas partículas y probar las teorías de la física de partículas. Los procesos de altas energías en la naturaleza pueden crear antipartículas, y éstos son visibles debido a los rayos cósmicos y en ciertas reacciones nucleares. La palabra antimateria se refiere a las antipartículas elementales, los compuestos de antipartículas hechos con estas (como el antihidrógeno) y formaciones mayores que pueden hacerse con ellos.
La antimateria es la extensión del concepto de antipartícula a la materia. Así, la antimateria es una forma de materia menos frecuente que está constituida por antipartículas, en contraposición a la materia común, que está compuesta de partículas. Por ejemplo, un antielectrón (un electrón con carga positiva, también llamado positrón) y un antiprotón (un protón con carga negativa) podrían formar un átomo de antimateria, de la misma manera que un electrón y un protón forman un átomo de hidrógeno. El contacto entre materia y antimateria ocasiona su aniquilación mutua; esto no significa su destrucción, sino una transformación que da lugar a fotones de alta energía, que producen rayos gamma y otros pares partícula‑antipartícula.

### Espín
El espín (del inglés spin 'giro, girar') es una propiedad física de las partículas elementales por el cual tienen un momento angular intrínseco de valor fijo.  El espín fue introducido en 1925 por Ralph Kronig e, independientemente, por George Uhlenbeck y Samuel Goudsmit. La otra propiedad intrínseca de las partículas elementales es la carga eléctrica.
El espín proporciona una medida del momento angular intrínseco de toda partícula. En contraste con la mecánica clásica, donde el momento angular se asocia a la rotación de un objeto extenso, el espín es un fenómeno exclusivamente cuántico, que no se puede relacionar de forma directa con una rotación en el espacio. La intuición de que el espín corresponde al momento angular debido a la rotación de la partícula en torno a su propio eje solo debe tenerse como una imagen mental útil, puesto que, tal como se deduce de la teoría cuántica relativista, el espín no tiene una representación en términos de coordenadas espaciales, de modo que no se puede referir ningún tipo de movimiento. Eso implica que cualquier observador al hacer una medida del momento angular detectará inevitablemente que la partícula posee un momento angular intrínseco total, difiriendo observadores diferentes solo sobre la dirección de dicho momento, y no sobre su valor (este último hecho no tiene análogo en mecánica clásica).

## Niveles de organización de la materia

### Partículas subatómicas
Una partícula subatómica es aquella que es más pequeña que el átomo. Puede ser una partícula elemental o una compuesta, a su vez, por otras partículas subatómicas.
Las partículas elementales son los constituyentes elementales de la materia; más precisamente son partículas que no están constituidas por partículas más pequeñas ni se conoce que tengan estructura interna.
En física de partículas, los fermiones son partículas que obedecen la estadística de Fermi‑Dirac. Los fermiones pueden ser elementales, como el electrón, o compuestos, como el protón y el neutrón. En el Modelo estándar hay dos tipos de fermiones elementales: los leptones y los quarks, que se exponen a continuación.
Estos quarks y leptones interactúan mediante cuatro interacciones fundamentales: gravedad, electromagnetismo, interacciones débiles, e interacciones fuertes. El Modelo estándar es actualmente la mejor explicación de toda la física, pero a pesar de las décadas de esfuerzos, la gravedad aún no puede ser considerada en el nivel cuántico; solo es descrita por la física clásica (véase gravedad cuántica y gravitón).
Las interacciones entre quarks y leptones son el resultado de un intercambio de partículas que transportan fuerza (como fotones) entre los quarks y los leptones.
Las partículas que transportan fuerza no son componentes básicos de la materia. En consecuencia, masa y energía no siempre pueden relacionarse con materia. Por ejemplo, los portadores de la fuerza eléctrica (fotones) poseen la energía (según la constante de Planck) y los portadores de la fuerza débil (los bosones W y Z) son masivos, pero ninguno es considerado tampoco como materia.
Sin embargo, aunque estas partículas no son consideradas como materia, contribuyen realmente a la masa total de los átomos o de las partículas subatómicas.

Estructura de quark de un protón: 2 quarks arriba y 1 quark abajo.

### Átomos
Un átomo es la unidad fundamental estructural de la materia que tiene las propiedades de un elemento químico. 
Una sustancia química es una clase particular de materia homogénea constituida por átomos, ya sean libres o enlazados entre sí, en proporciones definidas.
La estructura fundamental de un átomo se encuentra constituida por un núcleo bariónico de protones y neutrones, y una nube orbital de electrones atraídos debido a la fuerza electromagnética.

#### Generalidades del núcleo atómico
Los protones y los neutrones en el núcleo son atraídos el uno al otro por una fuerza diferente, la fuerza nuclear, que es generalmente más fuerte que la fuerza electromagnética que repele los protones cargados positivamente entre sí. Bajo ciertas circunstancias, más acentuado cuanto mayor número de protones tenga el átomo, la fuerza electromagnética repelente se vuelve más fuerte que la fuerza nuclear y los nucleones pueden ser expulsados o desechados del núcleo, dejando tras de sí un elemento diferente: desintegración nuclear que resulta en transmutación nuclear.
El número de protones en el núcleo define a qué elemento químico pertenece el átomo: por ejemplo, todos los átomos de cobre contienen 29 protones. El número de neutrones define el isótopo del elemento.
Los núcleos atómicos tienen algún tipo de estructura interna, por ejemplo los neutrones y protones parecen estar orbitando unos alrededor de los otros, hecho que se manifiesta en la existencia del momento magnético nuclear. Sin embargo los experimentos revelan que el núcleo se parece mucho a una esfera o elipsoide compacto de 10−15 m (= 1 fm), en el que la densidad parece prácticamente constante. Naturalmente el radio varía según el número de protones y neutrones, siendo los núcleos más pesados y con más partículas algo más grandes.

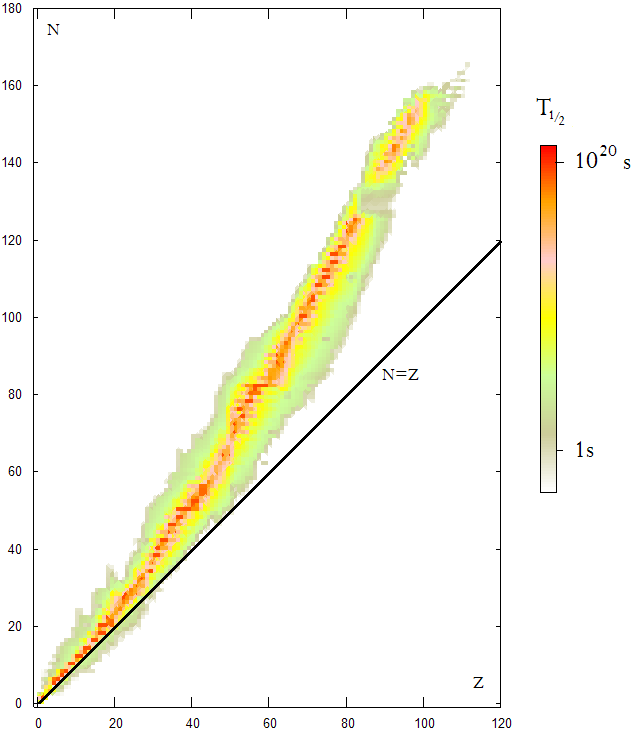
Diagrama de Segrè, en rojo los núcleos estables, en otros colores los núcleos inestables coloreados según el período de desintegración. Obsérvese que un ligero exceso de neutrones favorece la estabilidad en átomos pesados.

Los núcleos atómicos se comportan como partículas compuestas a energías suficientemente bajas. Así mismo, la mayoría de núcleos atómicos por debajo de un cierto peso atómico y que además presentan un equilibrio entre el número de neutrones y el número de protones (número atómico) son estables. Sin embargo sabemos que los neutrones aislados y los núcleos con demasiados neutrones (o demasiados protones) son inestables o radiactivos.
La explicación de esta estabilidad de los núcleos reside en la existencia de los piones. Aisladamente los neutrones pueden sufrir, vía interacción débil, la siguiente desintegración:

(1){\displaystyle n^{0}\to p^{+}+e^{-}+{\bar {\nu }}_{e}}

Sin embargo, dentro del núcleo atómico la cercanía entre neutrones y protones hace que sean mucho más rápidas, vía interacción fuerte, las reacciones:

(2){\displaystyle {\begin{cases}n^{0}\rightleftarrows p^{+}+\pi ^{-}\\p^{+}\rightleftarrows n^{0}+\pi ^{+}\end{cases}}}

#### Generalidades de la nube electrónica
Una capa electrónica, capa de electrones o cubierta de electrones designa a la distribución de un orbital alrededor del núcleo de un átomo. Cada capa puede contener un cierto número máximo de electrones y está asociada con un particular rango de energía en función de su distancia al núcleo. En un átomo estable, para que una cierta capa pueda contener electrones, es necesario que todas las interiores a ella estén completamente ocupadas. Los electrones en la capa poblada más externa, llamada capa de valencia y que es la única que puede encontrarse parcialmente vacía, determinan las propiedades químicas del átomo.
El modelo atómico de Schrödinger concebía originalmente los electrones como ondas de materia. Así la ecuación se interpretaba como la ecuación ondulatoria que describía la evolución en el tiempo y el espacio de dicha onda material. Más tarde Max Born propuso una interpretación probabilística de la función de onda de los electrones. Esa nueva interpretación es compatible con los electrones concebidos como partículas cuasipuntuales cuya probabilidad de presencia en una determinada región viene dada por la integral del cuadrado de la función de onda en una región. Es decir, en la interpretación posterior del modelo, este era un modelo probabilista que permitía hacer predicciones empíricas, pero en el que la posición y la cantidad de movimiento no pueden conocerse simultáneamente, por el principio de incertidumbre. Así mismo, el resultado de ciertas mediciones no está determinado por el modelo, sino solo el conjunto de resultados posibles y su distribución de probabilidad.
Un orbital atómico es la región del espacio definido por una determinada solución particular, espacial e independiente del tiempo, a la ecuación de Schrödinger para el caso de un electrón sometido a un potencial coulombiano. La elección de tres números cuánticos en la solución general señala unívocamente a un estado monoelectrónico posible.
Estos tres números cuánticos hacen referencia a la energía total del electrón, el momento angular orbital y la proyección del mismo sobre el eje z del sistema del laboratorio y se denotan por

{\displaystyle \langle {\vec {r}}|nlm\rangle =\psi _{n,l}^{m}({\vec {r}})}

Un orbital también puede representar la posición independiente del tiempo de un electrón en una molécula, en cuyo caso se denomina orbital molecular.
La combinación de todos los orbitales atómicos da lugar a la corteza electrónica, representada por el modelo de capas, el cual se ajusta a cada elemento químico según la configuración electrónica correspondiente. Por simplicidad, se recogen las formas de la parte angular de los orbitales, obviando los nodos radiales, que siempre tienen forma esférica.
El orbital s tiene simetría esférica alrededor del núcleo atómico. En la figura siguiente se muestran dos formas alternativas para representar la nube electrónica de un orbital s: en la primera, la probabilidad de encontrar al electrón (representada por la densidad de puntos) disminuye a medida que nos alejamos del centro; en la segunda, se representa el volumen esférico en que el electrón pasa la mayor parte del tiempo y por último se observa el electrón.
La forma geométrica de los orbitales p es la de dos esferas achatadas hacia el punto de contacto (el núcleo atómico) y orientadas según los ejes de coordenadas. En función de los valores que puede tomar el tercer número cuántico ml (‑1, 0 y 1) se obtienen los tres orbitales p simétricos respecto a los ejes X, Z e y. Análogamente al caso anterior, los orbitales p presentan n‑2 nodos radiales en la densidad electrónica, de modo que al incrementarse el valor del número cuántico principal la probabilidad de encontrar el electrón se aleja del núcleo atómico.
El orbital "p" representa también la energía que posee un electrón y se incrementa a medida que se aleja entre la distancia del núcleo y el orbital. 
Los orbitales d tienen orientaciones más diversas. Cuatro de ellos tienen forma de 4 lóbulos de signos alternados (dos planos nodales, en diferentes orientaciones del espacio), y el último es un doble lóbulo rodeado por un anillo (un doble cono nodal). Siguiendo la misma tendencia, presentan n‑3 nodos radiales. Este tiene 5 orbitales y corresponde al número cuántico l (azimutal)
La ecuación de Pauli, o ecuación de Schrödinger‑Pauli, es una generalización o reformulación de la ecuación de Schrödinger para partículas de espín 1/2 que tiene en cuenta la interacción entre el espín y el campo electromagnético. Esta ecuación es el límite no relativista de la ecuación de Dirac y puede usarse para describir electrones para los cuales los efectos relativistas de la velocidad pueden despreciarse. En general, un efecto de apantallamiento es aquel capaz de atenuar una fuerza o interacción. En física atómica, el efecto pantalla sobre los electrones más externos de un átomo se describe como la atenuación de la fuerza atractiva neta sobre el electrón, debido a la presencia de otros electrones en capas inferiores y del mismo nivel energético. El efecto pantalla es una barrera de electrones de un mismo nivel, los cuales ejercen fuerzas de repulsión sobre electrones de mayor nivel, disminuyendo así la probabilidad de encontrar estos electrones en niveles inferiores. Cada nivel produce efecto de cola pantalla; a mayor número de electrones mayor es el efecto de pantalla.
Dentro de la física cuántica este efecto es la interferencia que existe entre la última órbita de un átomo y su núcleo.
La llamada ecuación de Dirac es la versión relativista de la ecuación de ondas de la mecánica cuántica y fue formulada por Paul Dirac en 1928. Da una descripción de las partículas elementales de espín ½, como el electrón, y es completamente consistente con los principios de la mecánica cuántica y de la teoría de la relatividad especial. Además de dar cuenta del espín, la ecuación predice la existencia de antimateria.

#### Configuración electrónica
La configuración electrónica indica la manera en la cual los electrones se estructuran, comunican u organizan en un átomo de acuerdo con el modelo de capas electrónicas, en el cual las funciones de ondas del sistema se expresan como un átomo o atómicamente un producto de orbitales antisimetrizadas. La configuración electrónica es importante ya que determina las propiedades de combinación química de los átomos y por lo tanto su posición en la tabla periódica de los elementos.
De acuerdo con la mecánica cuántica, los electrones pueden pasar de un orbital atómico a otro ya sea emitiendo o absorbiendo un cuanto de energía, en forma de fotón. Esta transición de un orbital a otro con diferentes energías explica diversos fenómenos de emisión y absorción de radiación electromagnética por parte de los átomos.
Los gases nobles son un grupo de elementos químicos con propiedades muy similares: por ejemplo, bajo condiciones normales, son gases monoatómicos inodoros, incoloros y presentan una reactividad química muy baja. Se sitúan en el grupo 18 (VIIIA) de la tabla periódica (anteriormente llamado grupo 0).
Las propiedades de los gases nobles pueden ser explicadas por las teorías modernas de la estructura atómica: a su capa electrónica de electrones valentes se la considera completa,
La energía de ionización o potencial de ionización (Ei) es la energía necesaria para separar un electrón en su estado fundamental de un átomo de un elemento en estado gaseoso. La reacción puede expresarse de la siguiente forma:
{\displaystyle \ \mathrm {A(g)} +E_{\rm {i}}\to \mathrm {A^{+}(g)\ +e^{-}} }.
En este caso se forma un ion monoatómico de carga positiva (catión monoatómico)
La afinidad electrónica (Eea) se define como la energía liberada cuando un átomo gaseoso neutro en su estado fundamental (en su menor nivel de energía) captura un electrón y forma un ion mononegativo: 
{\displaystyle \mathrm {X(g)+e^{-}} \longrightarrow \mathrm {X^{-}(g)} +E_{\rm {ea}}\,\!}
Dado que se trata de energía liberada, pues normalmente al insertar un electrón en un átomo predomina la fuerza atractiva del núcleo, tiene signo negativo. En los casos en los que la energía sea absorbida, cuando ganan las fuerzas de repulsión, tendrán signo positivo.
También podemos recurrir al proceso contrario para determinar la primera afinidad electrónica, ya que sería la energía consumida en arrancar un electrón a la especie aniónica mononegativa en estado gaseoso de un determinado elemento; evidentemente la entalpía correspondiente Eea tiene signo negativo, salvo para los gases nobles y metales alcalinotérreos. Este proceso equivale al de la energía de ionización de un átomo, por lo que la Eea sería por este formalismo la energía de ionización de orden cero.
Esta propiedad nos sirve para prever qué elementos generarán con facilidad especies monoatómicas aniónicas estables.

#### Enlaces atómicos
Un enlace químico es el proceso químico responsable de las interacciones atractivas entre átomos y moléculas, y que confiere estabilidad a los compuestos químicos diatómicos y poliatómicos. La explicación de tales fuerzas atractivas es un área compleja que está descrita por las leyes de la química cuántica.
Un enlace iónico o electrovalente es el resultado de la presencia de atracción electrostática entre los iones de distinto signo, es decir, un par anión‑catión. La atracción electrostática entre los iones de carga opuesta causa que se enlacen. Para que un enlace iónico se genere es necesario que la diferencia (delta) de electronegatividades sea mayor que 1.7 o igual. (Escala de Pauling; de acuerdo al Triángulo de Van Arkel‑Ketelaar).
Cabe resaltar que ningún enlace es totalmente iónico, siempre habrá una contribución en el enlace que se le pueda atribuir a la compartición de los electrones en el mismo enlace (covalencia). El modelo del enlace iónico es una exageración que resulta conveniente ya que muchos datos termodinámicos se pueden obtener con muy buena precisión si se piensa que los átomos son iones y no hay compartición de electrones.
Un enlace covalente está implícito en la estructura de Lewis indicando electrones compartidos entre los átomos. Un enlace covalente entre dos átomos se produce cuando estos átomos se unen, para alcanzar el octeto estable, compartiendo electrones del último nivel (excepto el hidrógeno que alcanza la estabilidad cuando tiene 2 electrones). La diferencia de electronegatividad entre los átomos no es lo suficientemente grande como para que se produzca una unión de tipo iónica. Para que un enlace covalente se genere es necesario que la diferencia de electronegatividad entre átomos sea menor a 1.7.
En química, la teoría del enlace de valencia (TEV) explica la naturaleza de un enlace químico en una molécula, en términos de las valencias atómicas. La teoría del enlace de valencia se resume en la regla de que el átomo central en una molécula tiende a formar pares de electrones, en concordancia con restricciones geométricas, según está definido por la regla del octeto. La teoría del enlace de valencia está cercanamente relacionada con la teoría de los orbitales moleculares.
Un aspecto importante de la teoría del enlace de valencia es la condición de máximo solapamiento que conduce a la formación de los enlaces posibles más fuertes. Esta teoría se usa para explicar la formación de enlaces covalentes en muchas moléculas.
Por ejemplo, en el caso de la molécula F2, el enlace F‑F está formado por el solapamiento de orbitales p de dos átomos de flúor diferentes, cada uno conteniendo un electrón desapareado. Dado que la naturaleza de los orbitales es diferente en las moléculas de H2 y F2, la fuerza de enlace y la longitud de enlace diferirán en ambas moléculas.
En una molécula de HF, el enlace covalente está formado por el solapamiento del orbital 1s del H y 2p del F, cada uno conteniendo un electrón desapareado. La compartición mutua de los eletrones entre H y F resulta en la formación de un enlace covalente entre ambos.
En química, se conoce como hibridación a la interacción de orbitales atómicos dentro de un átomo para formar nuevos orbitales híbridos. Los orbitales atómicos híbridos son los que se superponen en la formación de los enlaces, dentro de la teoría del enlace de valencia, y justifican la geometría molecular.

Configuración de los orbitales sp².
El carbono con hibridación sp^{2 } se une con 3 átomos (dos enlaces simples y un doble enlace)

El enlace sigma (enlace σ) es el tipo más fuerte de enlace químico covalente, incluso más fuerte que el enlace pi, el cual forma el doble enlace. El orbital sigma se define de forma más clara para moléculas diatómicas usando el lenguaje y las herramientas de la simetría de grupos.

enlace σ entre dos átomos: localización de la densidad electrónica.

Los enlaces pi (enlaces π) son enlaces químicos covalentes donde dos lóbulos de un orbital involucrado en el enlace se solapan con dos lóbulos del otro orbital involucrado. Estos orbitales comparten un plano nodal que pasa a través de los núcleos involucrados. 

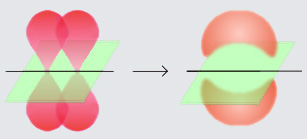
Dos orbitales p formando un orbital π.

El enlace de coordinación o coordinado, igualmente conocido como enlace covalente dativo o enlace bipolar, es un enlace covalente en el que cada par de electrones compartido por dos átomos es aportado por uno de ellos. El átomo que aporta el par de electrones se denomina dador, y el que lo recibe, receptor.
La teoría de los orbitales moleculares (TOM) es un método para determinar el enlace químico en el que los electrones no están asignados a enlaces individuales entre átomos, sino que se mueven bajo la influencia de los núcleos de toda la molécula.
Los orbitales moleculares son regiones del espacio que contienen la densidad electrónica definida por funciones matemáticas que describen el comportamiento ondulatorio que pueden tener los electrones en las moléculas. Estas funciones pueden usarse para calcular propiedades químicas y físicas tales como la probabilidad de encontrar un electrón en una región del espacio. El término orbital fue presentado por primera vez en inglés por Robert S. Mulliken en 1932 como abreviatura de «función de onda orbital de un electrón» (one‑electron orbital wave function) a partir de una traducción de la palabra alemana utilizada en 1925 por Erwin Schrödinger, 'Eigenfunktion'. Desde entonces se considera un sinónimo de la región del espacio generada con dicha función. Los orbitales moleculares se construyen habitualmente por combinación lineal de orbitales atómicos centrados en cada átomo de la molécula. Utilizando los métodos de cálculo de la estructura electrónica, como por ejemplo, el método de Hartree‑Fock o el de los campos autoconsistente (self‑consistent field, SCF), se pueden obtener de forma cuantitativa.
La teoría de campo cristalino (TCC) es un modelo teórico que describe la estructura electrónica de aquellos compuestos de los metales de transición que pueden ser considerados compuestos de coordinación. La teoría de campo cristalino explica exitosamente algunas de las propiedades magnéticas, colores, entalpías de hidratación y estructuras de espinela (octaédrica) de los complejos de los metales de transición, pero no acierta a describir las causas del enlace. La TCC fue desarrollada por los físicos Hans Bethe y John Hasbrouck van Vleck en la década de 1930. La TCC fue posteriormente combinada con la teoría de orbitales moleculares para producir la teoría del campo de ligandos que aunque resulta un poco más compleja también es más ajustada a la realidad, ya que se adentra además en la explicación del proceso de formación del enlace químico en los complejos metálicos.
Un enlace metálico es un enlace químico que mantiene unidos los átomos (unión entre núcleos atómicos y los electrones de valencia, que se juntan alrededor de éstos como una nube) de los metales entre sí.
Estos átomos se agrupan de forma muy cercana unos a otros, lo que produce estructuras muy compactas. Se trata de líneas tridimensionales que adquieren estructuras tales como: la típica de empaquetamiento compacto de esferas (hexagonal compacta), cúbica centrada en las caras o la cúbica centrada en el cuerpo.

### Teoría molecular

#### Generalidades de las moléculas
Una molécula es un grupo eléctricamente neutro y suficientemente estable de al menos dos átomos en una configuración definida, unidos por enlaces químicos fuertes (covalentes o enlace iónico).
En este estricto sentido, las moléculas se diferencian de los iones poliatómicos. La geometría molecular se refiere a la disposición tridimensional de los átomos que constituyen una molécula. Determina muchas de las propiedades de las moléculas, reactividad, polaridad, fase, color, magnetismo, actividad biológica, etc. Actualmente, el principal modelo es la teoría de repulsión de pares de electrones de valencia (TRPEV), empleada internacionalmente por su gran predictibilidad.
La simetría molecular describe la simetría de las moléculas y utiliza este criterio para su clasificación. La simetría molecular es un concepto fundamental en química, pues muchas de las propiedades químicas de una molécula, como su momento dipolar y las transiciones espectroscópicas permitidas (basadas en reglas de selección como la regla de Laporte) pueden predecirse o ser explicadas a partir de la simetría de la molécula. Aunque existen varios marcos teóricos en los que la simetría molecular puede estudiarse, la teoría de grupos es el principal. Existen muchas técnicas para establecer empíricamente la simetría molecular, incluyendo la cristalografía de rayos X y varias formas de espectroscopia.
La topología molecular es una parte de la química matemática y trata de la descripción algebraica de los compuestos químicos, permitiendo una caracterización única y fácil de los mismos. La topología no es sensible a los detalles de un campo escalar, y con frecuencia se puede determinar mediante cálculos simplificados. Los campos escalares como la densidad de electrones, el campo de Madelung, el campo covalente y el potencial electrostático se pueden utilizar para establecer el modelo de topología.
Una macromolécula es una molécula de gran tamaño creada comúnmente a través de la polimerización de subunidades más pequeñas (monómeros). Por lo general, se componen de miles, o más, de átomos. Pueden ser tanto orgánicas como inorgánicas y las más comunes en bioquímica son biopolímeros (ácidos nucleicos, proteínas, carbohidratos y polifenoles) y grandes moléculas no poliméricas (como lípidos y macrociclos). Son macromoléculas sintéticas los plásticos comunes y las fibras sintéticas, así como algunos materiales experimentales como los nanotubos de carbono.

#### Interacciones intermoleculares
En mecánica cuántica, bajo la interpretación probabilística, las partículas no pueden ser consideradas puntuales, sino que se encuentran deslocalizadas espacialmente antes de realizar una medida sobre su posición. La densidad electrónica es una distribución que determina la probabilidad espacial de una o más partículas idénticas.
La polarizabilidad  es la tendencia relativa de una distribución de cargas, tal como la nube electrónica de un átomo o molécula, a ser distorsionada de su forma normal por un campo eléctrico externo, que puede ser causado por la presencia de un ion cercano o un dipolo. La polarización electrónica es un desplazamiento de las cargas en presencia de un campo eléctrico externo, es decir en un átomo neutro la nube electrónica se reorienta de tal manera que el átomo se distorsiona ligeramente y pierde su simetría. La dificultad al analizar estos fenómenos varia en el tratamiento de la interacción de muchos cuerpos.
La polarizabilidad electrónica {\displaystyle \alpha } está definida como la razón del momento dipolar inducido {\displaystyle p} de un átomo al campo eléctrico {\displaystyle E} que produce dicho momento dipolar.
Una Fuerza intermolecular se refiere a las interacciones que existen entre las moléculas conforme a su naturaleza. Generalmente, la clasificación es hecha de acuerdo con la polaridad de las moléculas que están interaccionando, o sobre la base de la naturaleza de las moléculas, de los elementos que la conforman.
La electronegatividad es la capacidad de un átomo para atraer a densidad electrónica, cuando forma un enlace químico en una molécula. También debemos considerar la distribución de densidad electrónica alrededor de un átomo determinado frente a otros distintos, tanto en una especie molecular como en sistemas o especies no moleculares.
Al formarse una molécula de modo enlace covalente el par de electrones tiende a desplazarse hacia el átomo que tiene mayor electronegatividad. Esto origina una densidad electrónica asimétrica entre los núcleos que forman el enlace, al cual se le denomina enlace covalente polar (se forma un dipolo eléctrico). El enlace es más polar cuanto mayor sea la diferencia entre las electronegatividades de los átomos que se enlazan.
La polaridad química es una propiedad de las moléculas derivada de la suma vectorial de los momentos dipolos de los enlaces covalentes polares de una molécula. Esta propiedad está íntimamente relacionada con otras propiedades como la solubilidad, el punto de fusión, el punto de ebullición, las fuerzas intermoleculares, etc.
Las interacciones débiles no covalentes se les llama "débiles" porque representan la energía que mantiene unidas a las especies moleculares y que son considerablemente más débiles que los enlaces covalentes. Las interacciones no covalentes fundamentales son:
- La fuerza por puente de hidrógeno
- Las fuerzas de Van der Waals, que podemos clasificar a su vez en:
  - ion‑dipolo.
  - dipolo ‑ dipolo.
  - dipolo ‑ dipolo inducido.
  - Fuerzas de dispersión de London conocidas como fuerzas de dispersión, fuerzas de London o fuerzas dipolo instantáneo-dipolo inducido.

#### Teoría cinética molecular
La teoría cinética de los gases es una teoría física y química que explica el comportamiento y propiedades macroscópicas de los gases (ley de los gases ideales), a partir de una descripción estadística de los procesos moleculares microscópicos. 

La temperatura de un gas monoatómico es una medida relacionada con la energía cinética promedio de sus moléculas al moverse. En esta animación, la relación del tamaño de los átomos de helio respecto a su separación se conseguiría bajo una presión de 1950 atmósferas. Estos átomos a temperatura ambiente tienen una cierta velocidad media (aquí reducida dos billones de veces).

Esta rama de la física describe las propiedades térmicas de los gases. Estos sistemas contienen números enormes de átomos o moléculas, y la única forma razonable de comprender sus propiedades térmicas con base en la mecánica molecular, es encontrar determinadas cantidades dinámicas de tipo promedio y relacionar las propiedades físicas observadas del sistema con estas propiedades dinámicas moleculares en promedio. Las técnicas para relacionar el comportamiento macroscópico global de los sistemas materiales con el comportamiento promedio de sus componentes moleculares constituyen la mecánica estadística.
- El número de moléculas es grande y la separación media entre ellas es grande comparada con sus dimensiones. Por lo tanto, ocupan un volumen despreciable en comparación con el volumen del envase y se consideran masas puntuales.
- Las moléculas obedecen las leyes de Newton, pero individualmente se mueven en forma aleatoria, con diferentes velocidades cada una, pero con una velocidad promedio que no cambia con el tiempo.
- Las moléculas realizan choques elásticos entre sí, por lo tanto se conserva tanto el momento lineal como la energía cinética de las moléculas.
- Las fuerzas entre moléculas son despreciables, excepto durante el choque. Se considera que las fuerzas eléctricas o nucleares entre las moléculas son de corto alcance, por lo tanto solo se consideran las fuerzas impulsivas que surgen durante el choque.
- El gas es considerado puro, es decir todas las moléculas son idénticas.
- El gas se encuentra en equilibrio térmico con las paredes del envase.
- La ley de Graham establece que las velocidades de difusión y efusión de los gases son inversamente proporcionales a las raíces cuadradas de sus respectivas masas molares:

{\displaystyle {{\mbox{v}}_{1} \over {\mbox{v}}_{2}}={\sqrt {M_{2} \over M_{1}}}}

Siendo {\displaystyle v} las velocidades y {\displaystyle M} las masas molares.
La efusión es el flujo de partículas de gas a través de orificios estrechos o poros. Se hace uso de este principio en el método de efusión de separación de isótopos. El fenómeno de efusión está relacionado con la energía cinética de las moléculas. Gracias a su movimiento constante, las partículas de una sustancia se distribuyen uniformemente en el espacio libre. Si hay una aglomeración mayor de partículas en un punto habrá más choques entre sí, por lo que hará que se muevan hacia las regiones de menor número: las sustancias se efunden de una región de mayor aglomeración a una región de menor aglomeración.

La imagen de la izquierda muestra efusión, donde la imagen de la derecha muestra difusión. La efusión se produce a través de un orificio más pequeño que la trayectoria libre media de las partículas en movimiento, mientras que la difusión ocurre a través de una abertura en la cual las partículas múltiples pueden fluir a través simultáneamente.

Un gas real, en oposición a un gas ideal o perfecto, es un gas que exhibe propiedades que no pueden ser explicadas enteramente utilizando la ley de los gases ideales. Para entender el comportamiento de los gases reales, lo siguiente debe ser tomado en cuenta:
‑ efectos de compresibilidad
‑ capacidad calorífica específica variable
‑ fuerzas de Van der Waals
‑ efectos termodinámicos del no‑equilibrio
‑ cuestiones con disociación molecular y reacciones elementales con composición variable.
El análisis conformacional es la exploración de todos los confórmeros que se pueden obtener de una molécula dada al realizar torsiones alrededor de enlaces sencillos (grados de libertad conformacionales), observando los cambios en la energía molecular asociados a esas torsiones.

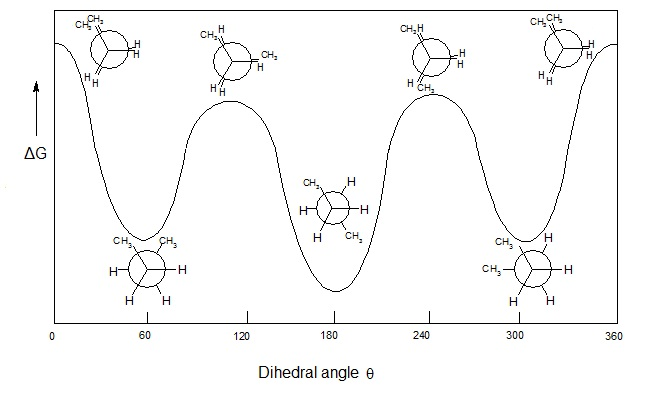
Diagrama de energía de Gibbs del butano en función del ángulo diedro.

El término macromolécula se refería originalmente a las moléculas que pesaban más de 10 000 dalton de masa atómica, aunque pueden alcanzar millones de UMAs.

Muestra de lectura de bromometano (CH_{3} Br), que muestra picos alrededor de 3000, 1300, y 1000 cm^{−1} (en el eje horizontal).

Animación 3D del estiramiento simétrico de los enlaces C ‑ H de bromometano.

La espectroscopia infrarroja explota el hecho de que las moléculas absorben las frecuencias que son características de su estructura. Estas absorciones ocurren en frecuencias de resonancia , es decir, la frecuencia de la radiación absorbida coincide con la frecuencia de vibración. Las energías se ven afectadas por la forma de las superficies de energía potencial molecular, las masas de los átomos y el acoplamiento vibrónico asociado.
En particular, en las aproximaciones de Born‑Oppenheimer y las armónicas, es decir, cuando el hamiltoniano molecular correspondiente al estado fundamental electrónico se puede aproximar mediante un oscilador armónico en la vecindad de la geometría molecular de equilibrio, las frecuencias resonantes se asocian con los modos normales correspondientes a la superficie de energía potencial del estado fundamental de la electrónica molecular. Las frecuencias de resonancia también están relacionadas con la fuerza del enlace y la masa de los átomos en cada extremo del mismo. Por lo tanto, la frecuencia de las vibraciones está asociada con un modo de movimiento normal particular y un tipo de enlace particular.
1.- Clasificación de la materia
La materia la podemos encontrar en la naturaleza en forma de sustancias puras y de mezclas.
Las sustancias puras son aquellas cuya naturaleza y composición no varían sea cual sea su estado. Se dividen en dos grandes grupos: Elementos y Compuestos.
Elementos: Son sustancias puras que no pueden descomponerse en otras sustancias puras más sencillas por ningún procedimiento. Ejemplo: Todos los elementos de la tabla periódica: Oxígeno, hierro, carbono, sodio, cloro, cobre, etc. Se representan mediante su símbolo químico y se conocen 115 en la actualidad.vv

#### Física de la materia condensada
La física de la materia condensada es el campo de la física que se ocupa de las características físicas macroscópicas de la materia. En particular, se refiere a las fases “condensadas” que aparecen siempre en que el número de constituyentes en un sistema sea extremadamente grande y que las interacciones entre los componentes sean fuertes. Los ejemplos más familiares de fases condensadas son los sólidos y los líquidos, que surgen a partir de los enlaces y uniones causados por interacciones electromagnéticas entre los átomos.
Los cuerpos sólidos están formados por átomos densamente empaquetados con intensas fuerzas de interacción entre ellos. Los efectos de interacción son responsables de las propiedades mecánicas, térmicas, eléctricas, magnéticas y ópticas de los sólidos.
Excepto el vidrio y las sustancias amorfas, cuya estructura no aparece ordenada sino desorganizada, toda la materia sólida se encuentra en estado cristalino. En general, se presenta en forma de agregado de pequeños cristales (o policristalinos) como en el hielo, las rocas muy duras, los ladrillos, el hormigón, los plásticos, los metales muy proporcionales, los huesos, etc.
También pueden constituir cristales únicos de dimensiones minúsculas como el azúcar o la sal, las piedras preciosas y la mayoría de los minerales, de los cuales algunos se utilizan en la tecnología moderna por sus sofisticadas aplicaciones, como el cuarzo de los osciladores o los semiconductores de los dispositivos electrónicos.
Los sólidos pueden ser clasificados de acuerdo a la naturaleza del enlace entre sus componentes atómicos o moleculares. La clasificación tradicional distingue cuatro tipos de enlace:
- Enlace covalente, que forma sólidos de red covalente (algunas veces simplemente denominados "sólidos covalentes").
- Enlace iónico, que forma sólidos iónicos.
- Enlace metálico, que forma sólidos metálicos.
- Enlace intermolecular débil, que forma sólidos moleculares.

#### Condensado de Bose‑Einstein
Este estado de la materia fue descubierto por Satyendra Nath Bose, que envió su trabajo sobre estadísticas de los fotones a Einstein para comentar. Tras la publicación del documento de Bose, Einstein extendió su tratamiento a un número de partículas fijas (átomos) y predijo este quinto estado de la materia en 1925. Los condensados de Bose‑Einstein fueron realizados experimentalmente por primera vez por varios grupos diferentes en 1995 para el rubidio, el sodio y el litio, utilizando una combinación de láser y de refrigeración por evaporación
.
La condensación de Bose‑Einstein para el hidrógeno atómico se logró en 1998
.
El condensado de Bose‑Einstein es un líquido similar al superfluido que se produce a bajas temperaturas en el que todos los átomos ocupan el mismo estado cuántico. En sistemas de baja densidad, que se produce en o por debajo de 10−5 K
.

### Sistemas supramoleculares
La química supramolecular es la rama de la química que estudia las interacciones supramoleculares, esto quiere decir entre moléculas. Su estudio está inspirado por la biología y está basada en los mecanismos de la química orgánica e inorgánica sintética.
La química supramolecular estudia el reconocimiento molecular y la formación de agregados supramoleculares lo que nos da paso para comprender e interfasear el mundo biológico, los sistemas complejos y la nanotecnología. La química supramolecular se define como:
"La química supramolecular es la química de los enlaces intermoleculares, cubriendo las estructuras y funciones de las entidades formadas por asociación de dos o más especies químicas"   J‑M‑ Lehn
"La química supramolecular se define como la química más allá de la molecular, una química de interacciones intermoleculares diseñadas" F. Vögtle
Los agregados supramoleculares que son objeto de estudio por la química supramolecular son muy diversos, pudiendo abarcar desde sistemas biológicos donde intervienen un número elevado de moléculas que se organizan espontáneamente formando estructuras más grandes, como monocapas, bicapas, micelas, complejos enzimáticos y lipoproteínas, hasta conjuntos de pocas moléculas que sufren un fenómeno de autoensamblaje molecular, como los catenanos, rotaxanos, poliedros moleculares y otras arquitecturas afines.
La solvatación es el proceso de formación de interacciones atractivas entre moléculas de un disolvente con moléculas o iones de un soluto. En la disolución los iones del soluto se dispersan y son rodeados por moléculas de solvente, lo mismo ocurre en las moléculas del solvente.

Solvatación de un ion de sodio con agua.

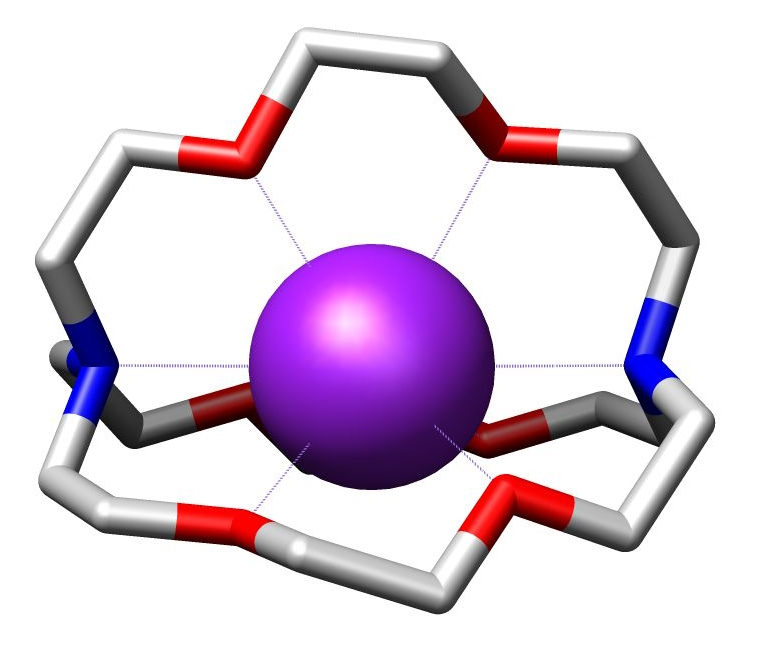
Estructura del 2.2.2‑Criptando que encapsula un catión de potasio (violeta). En estado cristalino, obtenida mediante difracción de rayos X.

Los criptandos son una familia de ligandos multidentados sintéticos bi‑ y policíclicos que poseen afinidad por una variedad de cationes.  El Premio Nobel de Química de 1987 fue otorgado a Donald J. Cram, Jean‑Marie Lehn —quien primero los estudio en 1969— y Charles J. Pedersen por sus trabajos que permitieron descubrir y determinar los usos de criptandos y éteres de corona, dando comienzo al campo de la química supramolecular. El término criptando implica que el ligando retiene substratos en una cripta, recluyendo al invitado como en un entierro. Estas moléculas son los análogos tridimensionales de los éteres de corona pero son más selectivos y atrapan a los iones con fuerzas mayores. Los complejos resultantes son lipofílicos.

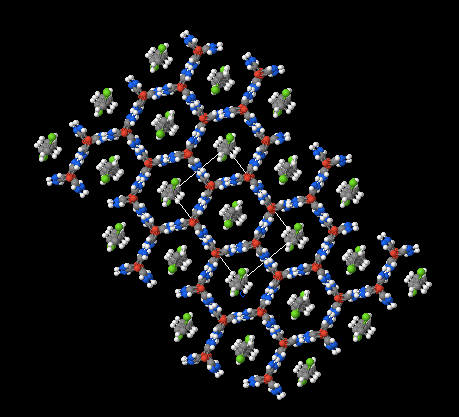
Estructura del complejo de inclusión 3:1de urea y 1,6‑diclorohexano. El marco está compuesto por moléculas de urea que están unidas por enlaces de hidrógeno, dejando aproximadamente canales hexagonales en los que se alinean las moléculas del clorocarbon (el oxígeno es de color rojo, el nitrógeno es azul, el cloro es verde).

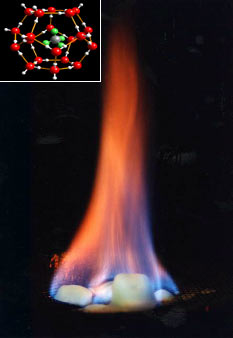
Clatrato de metano en plena combustión.

Un clatrato, estructura de clatrato o compuesto de clatrato (del latín clathratus, "rodeado o protegido, enrejado") es una sustancia química formada por una red de un determinado tipo de molécula, que atrapa y retiene otro tipo de molécula.
Un hidrato gaseoso es, por ejemplo, un tipo especial de clatrato en el que la molécula de agua forma una estructura capaz de contener un gas.
Un clatrato es un sistema supramolecular de inclusión en el cual moléculas del tamaño conveniente (2‑9 Angstrom) quedan atrapadas en las cavidades que aparecen en la estructura de otro compuesto.

## Fenómenos de superficie
La ciencia de las superficies es el estudio de los fenómenos físicos y químicos que ocurren en la interfase de dos fases, incluyendo interfases sólido‑líquido, sólido‑gas, sólido‑vacío, líquido‑gas. Es una ciencia interdisciplinar con campos superpuestos de la química de superficies y física de superficies. Como ciencia es un subcampo de la ciencia de materiales. La física de superficies estudia los cambios físicos que ocurren en las interfaces. Algunos de los aspectos que estudia esta rama de la física incluyen las reconstrucciones superficiales; las transiciones electrónicas plasmones y acústicas en las superficies fonones; la epitaxia; la emisión electrónica; el tunelamiento electrónico; el ensamble de superficies o la formación de nanoestructuras.
La adsorción es un proceso por el cual átomos, iones o moléculas de gases, líquidos o sólidos disueltos son atrapados o retenidos en una superficie, en contraposición a la absorción, que es un fenómeno de volumen. Es decir, la adsorción es un proceso en el cual, por ejemplo, un contaminante soluble (adsorbato) es eliminado del agua mediante el contacto con una superficie sólida (adsorbente). El proceso inverso a la adsorción se conoce como desorción.
La nucleación puede hacer referencia a diferentes disciplinas y es un proceso clave para entender el procesamiento térmico de los polímeros, aleaciones y algunas cerámicas. En química y biofísica, la nucleación puede hacer referencia a la formación de multímeros, que son intermediarios en los procesos de polimerización. Se cree que este tipo de proceso es el mejor modelo para procesos como la cristalización y la amiloidogénesis.
En física y química un coloide, sistema coloidal, suspensión coloidal o dispersión coloidal es un sistema conformado por dos o más fases, normalmente una fluida (líquido) y otra dispersa en forma de partículas generalmente sólidas muy finas, de diámetro comprendido entre 10−9 y 10−5 m. La fase dispersa es la que se halla en menor proporción. Normalmente la fase continua es líquida, pero pueden encontrarse coloides cuyos componentes se encuentran en otros estados de agregación de la materia.

## Propiedades de la materia ordinaria

### Propiedades generales
Las propiedades generales presentan los sistemas materiales básicos sin distinción y por tanto no permiten diferenciar una sustancia de otra. A algunas de las propiedades generales se les da el nombre de extensivas, pues su valor depende de la cantidad de materia, tal es el caso de la masa, el peso, volumen. Otras, las que no dependen de la cantidad de materia sino de la sustancia de que se trate, se llaman intensivas. El ejemplo paradigmático de magnitud intensiva de la materia másica es la densidad.

### Propiedades extrínsecas o generales
Son las cualidades que nos permiten reconocer a la materia, como la extensión, o la inercia. Son aditivas debido a que dependen de la cantidad de la muestra tomada. Para medirlas definimos magnitudes, como la masa, para medir la inercia, y el volumen, para medir la extensión (no es realmente una propiedad aditiva exacta de la materia en general, sino para cada sustancia en particular, porque si mezclamos por ejemplo 50 ml de agua con 50 ml de etanol obtenemos un volumen de disolución de 96 ml).
Hay otras propiedades generales, como la interacción, que se mide mediante la fuerza. Todo sistema material interacciona con otros en forma gravitatoria, electromagnética o nuclear. También es una propiedad general de la materia su estructura corpuscular, lo que justifica que la cantidad se mida para ciertos usos en moles.

### Propiedades intrínsecas o específicas
Son las cualidades de la materia independientes de la cantidad que se trate, es decir, no dependen de la masa. No son aditivas y, por lo general, resultan de la composición de dos propiedades extensivas. El ejemplo perfecto lo proporciona la densidad, que relaciona la masa con el volumen. Es el caso también del punto de fusión, el punto de ebullición, el coeficiente de solubilidad, el índice de refracción, el módulo de Young, etc.

### Propiedades químicas de la materia
Son aquellas propiedades distintivas de las sustancias que se observan cuando reaccionan, es decir, cuando se rompen o se forman enlaces químicos entre los átomos, formándose con la misma materia sustancias nuevas distintas de las originales. Las propiedades químicas se manifiestan en los procesos químicos (reacciones químicas), mientras que las propiamente llamadas propiedades físicas, se manifiestan en los procesos físicos, como el cambio de estado, la deformación, el desplazamiento, etc.
Ejemplos de propiedades químicas:
- Causticidad de las Base
- Corrosividad de ácidos
- Poder calorífico o energía calórica
- Acidez
- Alcalinidad
- Reactividad

## Miscelánea
- El kilogramo es una unidad de la cantidad de materia, corresponde a la masa de un dm³ (1 litro) de agua pura a 4 °C de temperatura. A partir de esta medida, se creó un bloque de platino e iridio de la misma masa que se denominó kilogramo patrón. Este se conserva en la Oficina Internacional de Pesos y Medidas de Sèvres (Francia).
- La cantidad de materia también puede ser estimada por la energía contenida en una cierta región del espacio, tal como sugiere la fórmula E = m·c² que da la equivalencia entre masa y energía establecida por la teoría de la relatividad de Albert Einstein.
- "Tabla de densidades" en [kg/m³]: osmio 22300, oro 19300, hierro 7960, cemento 3000, agua 1000, hielo 920, madera 600 a 900, aire 1, 29.
- La temperatura es una magnitud que indica el grado de agitación térmica de una sustancia. Asimismo, cuando dos sustancias que están en contacto tienen distintas temperaturas, se produce una transferencia de energía térmica (en forma de calor) hasta igualar ambas temperaturas. En el momento en que se igualan las temperaturas se dice que estas dos sustancias están en equilibrio térmico.
- Los tres elementos químicos más abundantes en el universo son H, He y C; algunas de sus propiedades más importantes son:
  - Hidrógeno (H2): densidad = 0, 0899 kg/m³ Teb = ‑252, 9 °C, Tf =‑259, 1 °C.
  - Helio (He): densidad = 0, 179 kg/m³ Teb = ‑268, 9 °C, Tf = ‑272, 2 °C.
  - Carbono (C): densidad = 2267 kg/m³ Teb = 4027 °C, Tf = 3527 °C.